# Història genètica d'Europa

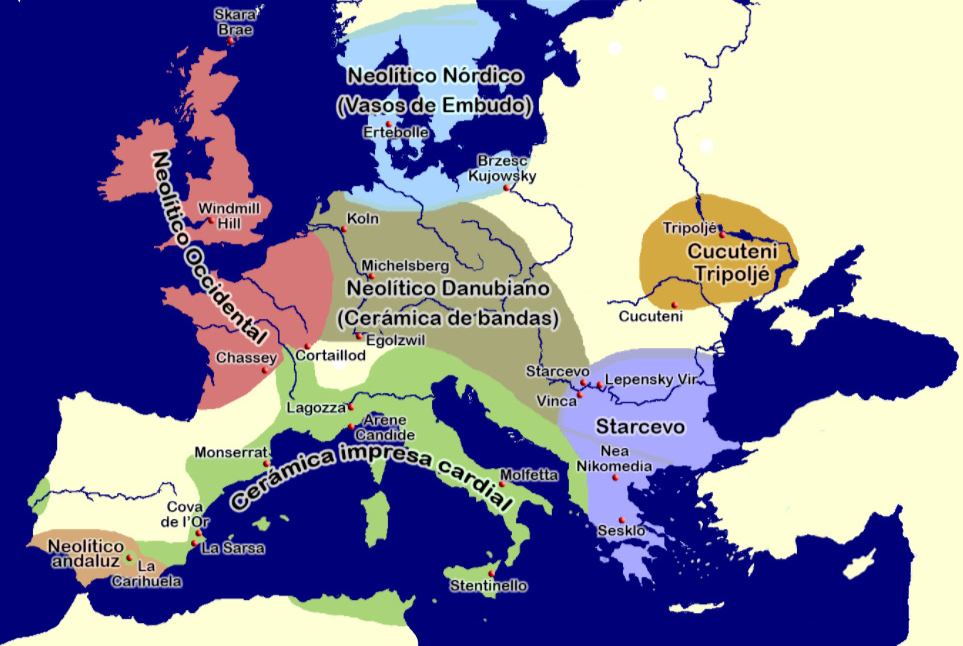
El neolític a Europa

La història genètica d'Europa abasta la història dels patrons de diversitat genètica entre les poblacions humanes europees.

Llengües en l'Europa actual

La història reflecteix els patrons demogràfics i els canvis ètnics que s'han produït a Europa al llarg del temps. La informació primària prové de les seqüències mitocondrials, del cromosoma Y i l'ADN autosòmic (inclosos els polimorfismes d'un sol nucleòtid), de les poblacions modernes i de l'ADN antic.

## Història i limitació dels estudis genètics

Difusió de l'agricultura a Europa

Més informació: Genètica de poblacions

### Marcadors genètics clàssics
Un dels primers erudits que efectuà estudis genètics fou Luigi Lucca Cavalli-Sforza. Emprà marcadors genètics clàssics per analitzar-ne l'ADN. Aquest mètode estudia les diferències en les freqüències de trets al·lèlics particulars, concretament polimorfismes de proteïnes que hi ha en la sang humana (com els grups sanguinis ABO, antígens Rhesus, loci HLA, immunoglobulines, isoenzimes G6PD, etc.). Després, el seu equip calculà la distància genètica entre les poblacions, basant-se en el principi que dues poblacions que comparteixen freqüències semblants d'un tret estan més estretament relacionades que les poblacions que tenen freqüències més divergents del tret.
A partir d'això, construí arbres filogenètics que mostraven les distàncies genètiques en forma de diagrama. El seu equip també analitzà els components principals, dades multivariants amb una pèrdua mínima d'informació. La informació que es perd pot restaurar-se parcialment i generar un segon component principal, i així successivament. La informació de cada component principal individual es pot presentar gràficament en mapes sintètics, que mostren pics i valls, i representen poblacions les freqüències de gens de les quals tenen valors extrems en comparança amb altres de l'àrea estudiada.
Els pics i valls generalment connectats per gradients suaus es diuen clines genètiques, que poden generar-se per adaptació al medi ambient (selecció natural), flux genètic continu entre dues poblacions en principi diferents o una expansió demogràfica en un entorn poc poblat, amb poca barreja inicial amb les poblacions existents. Cavalli-Sforza connectà aquests gradients amb els postulats de moviments poblacionals prehistòrics, basats en teories arqueològiques i lingüístiques. Com que no es coneixen les profunditats de temps d'aquests patrons, "associar-los amb esdeveniments demogràfics particulars sol ser especulatiu".

### Anàlisi directa d'ADN

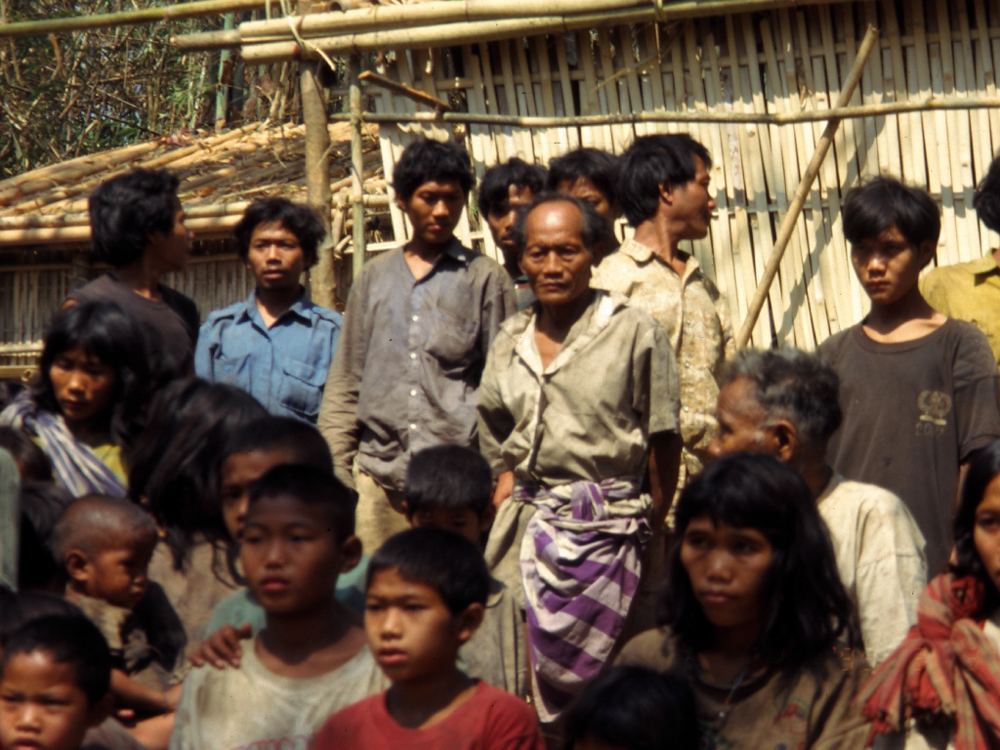
Mlabri de Tailàndia, exemple de l'efecte fundador

Més informació: deriva genètica, efecte fundador.
Els estudis que utilitzen anàlisis d'ADN directes ara són abundants i poden emprar ADN mitocondrial (ADNmt), la porció no recombinant del cromosoma Y (NRY) o fins ADN autosòmic. MtDNA i NRY DNA comparteixen algunes característiques semblants, que els han fet particularment útils en antropologia genètica. Aquestes propietats inclouen l'herència directa, inalterada, de l'ADNmt i l'ADN NRY de la mare a la descendència i del pare al fill, respectivament, sense els efectes de "remena" de la recombinació genètica. També suposem que aquests no es veuen afectats per la selecció natural i que el principal procés responsable dels canvis en els parells de bases ha estat la mutació (que es pot calcular).

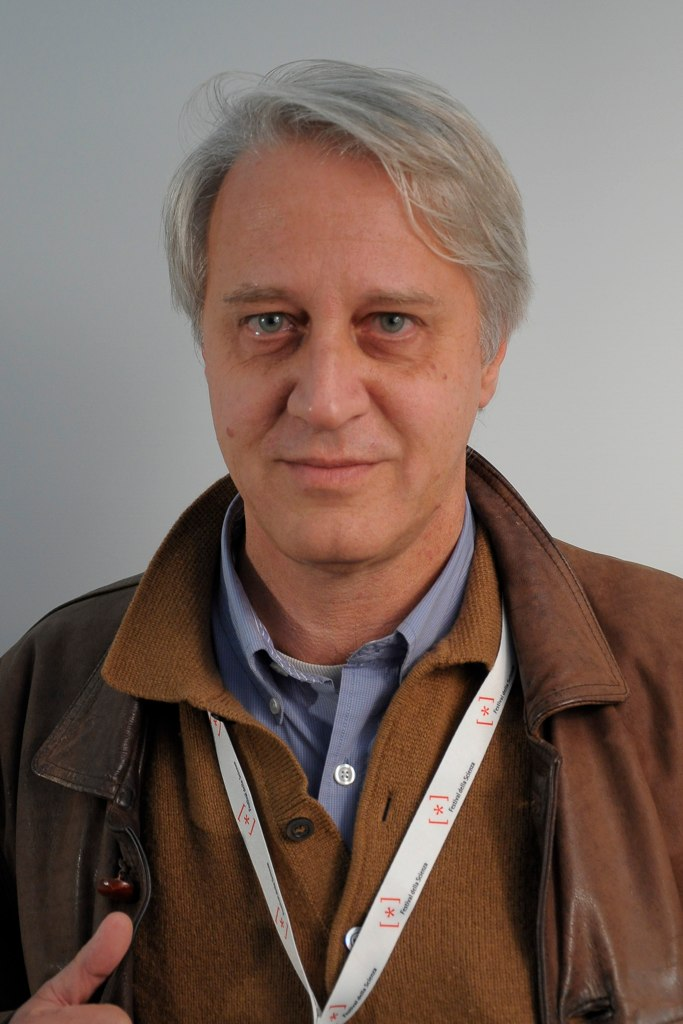
Guido Barbujani

La grandària de població efectiva més petita del NRY i mtDNA millora les conseqüències de la deriva i l'efecte fundador, en relació amb els autosoeas, fent que la variació de NRY i mtDNA siga un índex potencialment sensible de la composició de la població. Aquestes suposicions biològicament plausibles no són concretes; Rosser suggereix que les condicions climàtiques poden afectar la fertilitat d'alguns llinatges.
La taxa de mutació subjacent usada pels genetistes és més qüestionable. Sovint empren distintes taxes de mutació i els estudis solen arribar a conclusions molt diferents. NRY i mtDNA poden ser tan susceptibles a la deriva que alguns patrons antics es poden haver enfosquit. Una altra suposició és que les genealogies de la població són aproximades per genealogies d'al·lels. Guido Barbujani assenyala que això només és vàlid si els grups de població creixen a partir d'un conjunt de fundadors genèticament monomòrfics. Barbujani argumenta que no hi ha raó per creure que Europa fora colonitzada per poblacions monomòrfiques. Això donaria com a resultat una sobreestimació de l'edat de l'haplogrup, estenent així falsament la història demogràfica d'Europa al paleolític tardà en lloc de l'era neolítica. Es pot obtenir més certesa sobre la cronologia a partir dels estudis de l'ADN antic (vegeu més avall), però fins ara aquests han estat comparativament escassos.
Mentre que els haplogrups d'ADN-Y i ADNmt representen un petit component del conjunt d'ADN d'una persona, l'ADN autosòmic té l'avantatge de contenir centenars de milers de loci genètics examinables, cosa que dona una imatge més completa de la composició genètica. Les relacions de descendència sols es poden determinar sobre una base estadística, perquè l'ADN autosòmic es recombina. Un sol cromosoma pot registrar un historial per a cada gen. Els estudis autosòmics són més fiables per a mostrar les relacions entre les poblacions existents, però no desembullen les seues històries de la mateixa manera que ho prometen els estudis de DNA de mtDNA i NRY, malgrat les seues complicacions.
Els estudis genètics operen sota moltes suposicions i tenen limitacions metodològiques, com el biaix de selecció i els fenòmens de confusió com la deriva genètica, els efectes de fonaments i els colls d'ampolla que causen grans errors, sobretot en els estudis d'haplogrups. Les conclusions derivades d'aquests estudis es compilen sobre la base de com l'autor considera que les seues dades s'ajusten a les teories arqueològiques o lingüístiques establertes.

## Estudis genètics de Cavalli-Sforza

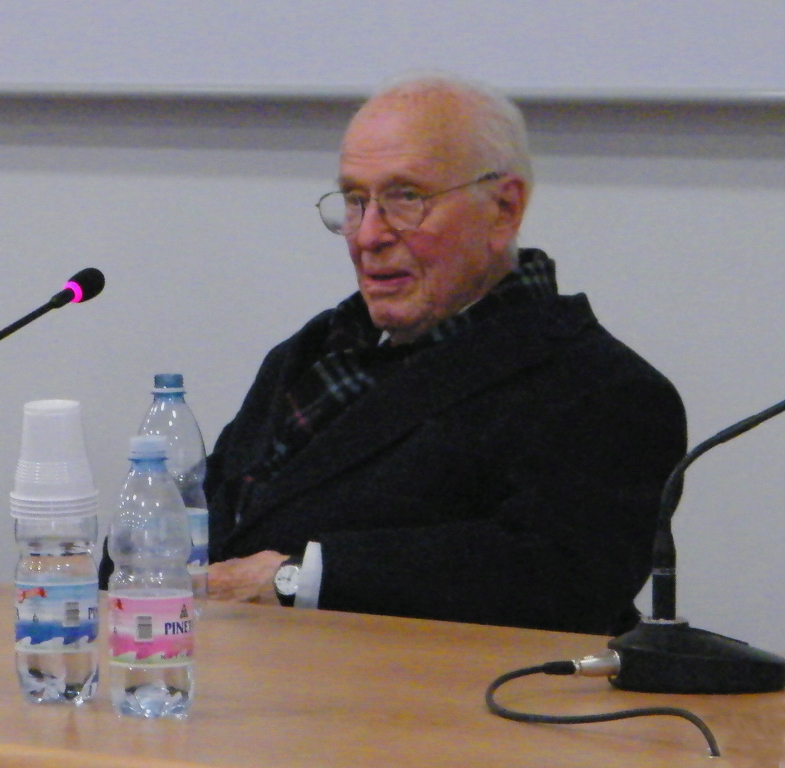
Luigi Lucca Cavalli-Sforza (foto de Lucca Giarelli)

### Relació entre els europeus i altres poblacions
|            | Europa | Amèrica | Aquest d'Àsia | Oceania |
| Amèrica    | 9.5    |         |               |         |
| Est d'Àsia | 9.7    | 8.9     |               |         |
| Oceania    | 13.5   | 14.6    | 10            |         |
| Àfrica     | 16.6   | 22.6    | 20.6          | 24.7    |

Segons Cavalli-Sforza, totes les poblacions no africanes estan més estretament relacionades entre elles que amb els africans, i això reforça la hipòtesi que tots els no africans descendeixen d'una sola antiga població africana. La distància genètica d'Àfrica a Europa (16,6) és més curta que la distància genètica d'Àfrica a Àsia oriental (20,6), i molt més curta que la d'Àfrica a Austràlia (24,7). Ho explica:
```
 "... tant africans com asiàtics contribuïren a la colonització d'Europa, que començà fa uns 40.000 anys. Sembla molt raonable suposar que tots dos continents més propers a Europa contribuïren a la seua ocupació, fins i tot si fou en diferents moments i ocasions. És tranquil·litzador que l'anàlisi d'altres marcadors també done els mateixos resultats en aquest cas. A més, és un model evolutiu específic provat, que Europa està formada per contribucions d'Àsia i Àfrica, que s'ajusta perfectament a la matriu de distància. En aquest model simplificat, les migracions que suposadament han poblat Europa es produïren en una data primerenca (fa 30.000 anys), però és impossible distingir, sobre aquestes dades, aquest model del de diverses migracions en altres vegades. Les contribucions globals d'Àsia i Àfrica se'n calculen al voltant de dos terços i un terç, respectivament".
[
8
]
```

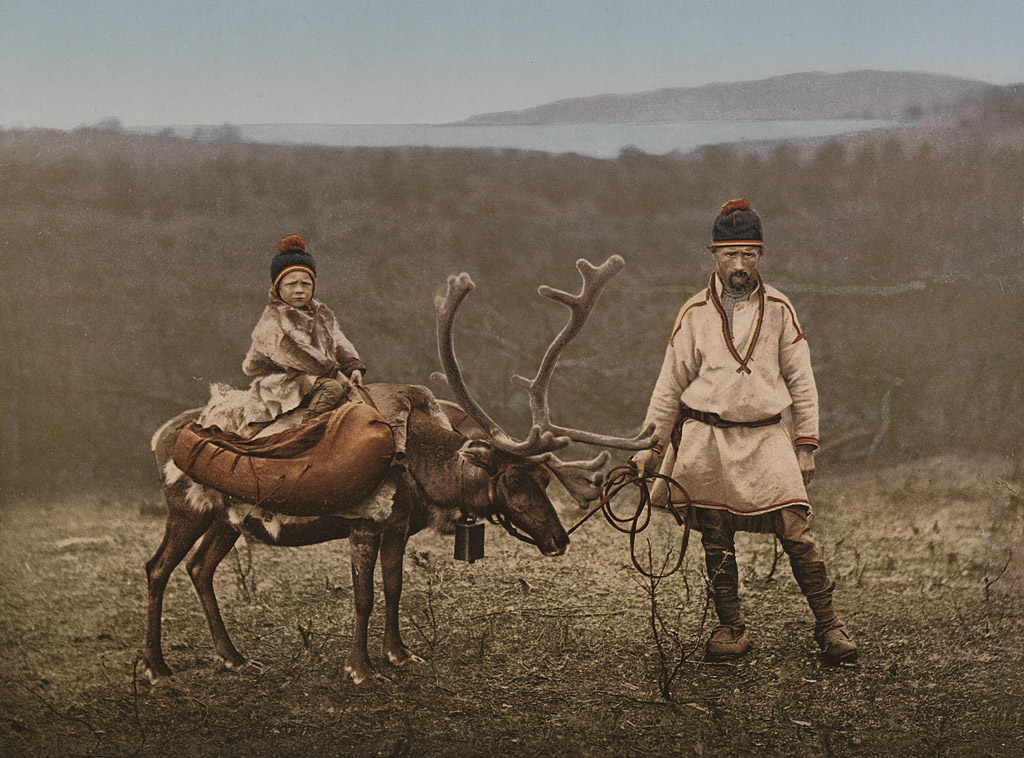
Samis el 1900

Aquest model suposa una migració de fora d'Àfrica fa 100.000 anys, que separà els africans dels no africans, seguida d'un esdeveniment de barreja únic fa 30.000 anys que dugué a la formació de la població europea primigènia. La barreja consistí en una població font que era un 35% africana i un 65% asiàtica oriental. L'estudi remarca que un escenari més realista inclouria algunes barreges que ocorrerien durant un període sostingut. En concret, citen l'expansió de l'agricultura d'una població font a Àsia occidental fa 5.000-9.000 anys que pot haver tingut un paper en la relació genètica d'africans i europeus, ja que Àsia occidental està intercalada entre Àfrica i l'Àsia central.

### Subestructures de la població europea

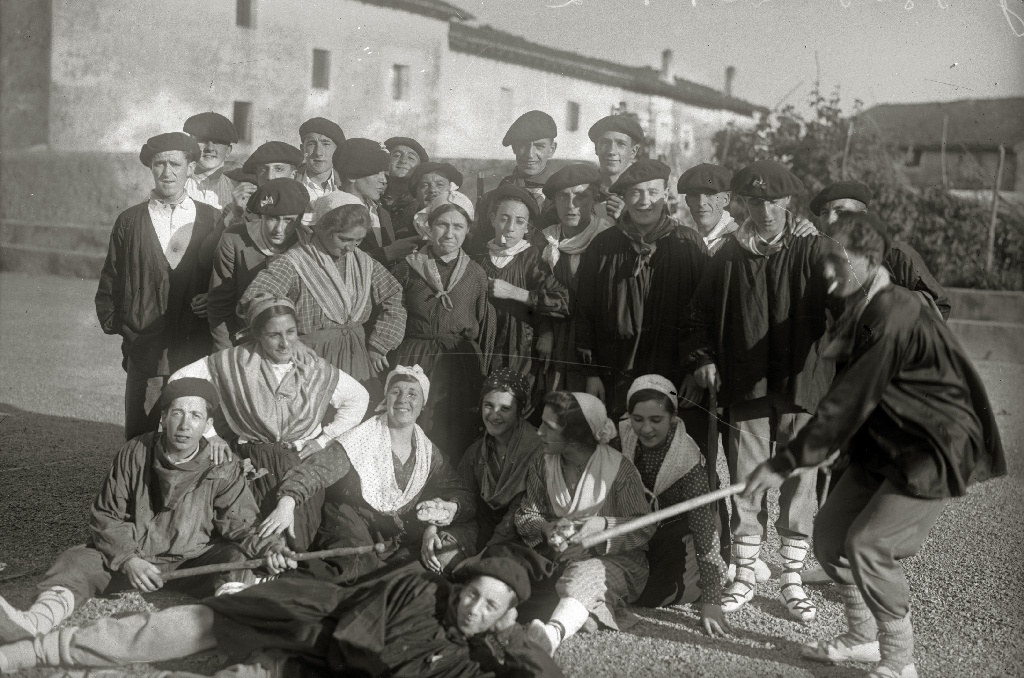
Joves amb vestits bascos a Zubieta el 1927

Evolució del poblament d'Europa

Els genetistes consideren que Europa és prou homogènia genèticament, però s'han trobat diferents patrons de subpoblació de diferents tipus de marcadors genètics, sobretot al llarg d'una clina sud-est-nord-oest. Les anàlisis de components principals de Cavalli-Sforza revelaren cinc patrons clinals principals a Europa, i patrons semblants s'han continuat trobant després.

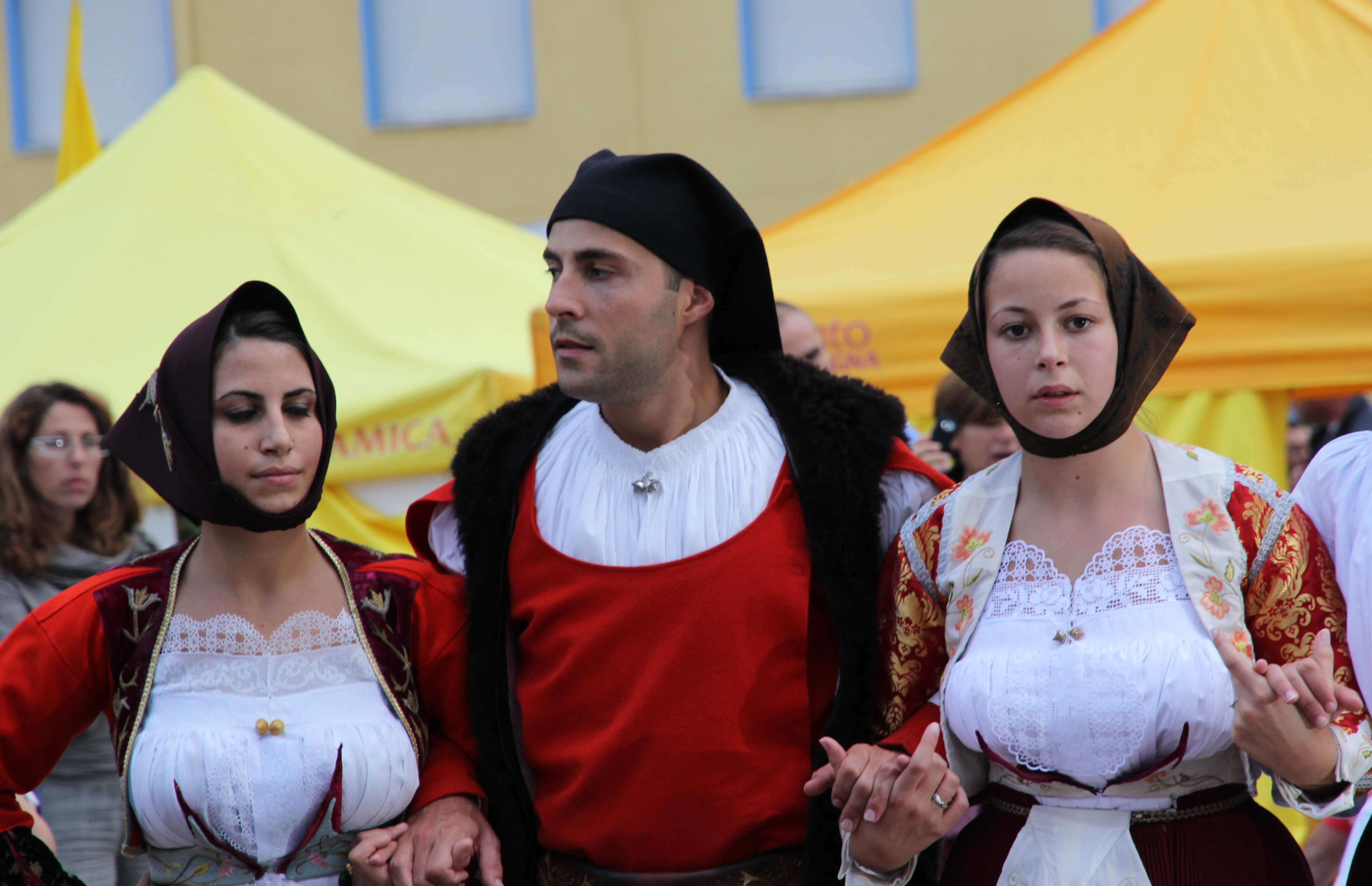
Sards amb roba tradicional de Fonni

1. Una clina de gens amb les freqüències més altes a l'Orient Mitjà, estenent-se als nivells més baixos al nord-oest. Cavalli-Sforza ho descrigué com un fidel reflex de l'expansió de l'agricultura en el neolític. Aquesta ha sigut la tendència general en la interpretació de tots els gens amb aquest patró.
2. Una clina de gens amb les freqüències més altes entre finlandesos i sami a l'extrem nord-est, que s'estén a freqüències més baixes al sud-oest.
3. Una clina de gens amb freqüències més altes a l'àrea dels rius Don i Volga al sud de Rússia, i s'estén a freqüències més baixes a la península Ibèrica, el sud d'Itàlia, Grècia i les àrees habitades per parlants de sami a l'extrem nord d'Escandinàvia. Cavalli-Sforza ho associà amb la difusió de les llengües indoeuropees, que es vincula a una "expansió secundària" després de l'expansió de l'agricultura, associada amb el pasturatge d'animals.
4. Una clina de gens amb les freqüències més altes als Balcans i sud d'Itàlia, que s'estén als nivells més baixos a Gran Bretanya i Euskal Herria. Cavalli-Sforza ho associa amb "l'expansió grega, que arribà a l'apogeu al 1000 i 500 ae, però que havia començat abans".
5. Una clina de gens amb freqüències més altes a Euskal Herria, i nivells inferiors més enllà de l'àrea ibèrica i Occitània. En la conclusió més coneguda de Cavalli-Sforza, aquest més feble dels cinc patrons el descrigué com a restes aïllades de la població preneolítica d'Europa, "que almenys parcialment resistí l'expansió dels conreadors". Es correspon si fa no fa amb la propagació geogràfica dels tipus de sang rhesus negatius. En particular, la conclusió que els bascos són un aïllat genètic és polèmica.

També va crear un arbre filogenètic per analitzar les relacions internes europees. Hi trobà quatre grups "atípics" principals: bascs, sami, sards i islandesos, un resultat que atribuí al seu relatiu aïllament (els islandesos i els sards parlen llengües indoeuropees, mentre que els altres dos grups no). Els grecs i els iugoslaus presentaven un segon grup de valors atípics menys extrems. Les poblacions restants s'agruparen en: "celtes", "germànics", "europeus del sud-oest", "escandinaus" i "europeus de l'est".

## Estudis genètics després de Cavalli-Sforza
Les noves tecnologies han permés que els haplotips d'ADN s'estudien amb més velocitat i precisió, i proporcionen dades més refinades que les disponibles en els estudis de Cavalli-Sforza.

### Haplogrups humans d'ADN cromosoma Y
Hi ha quatre haplogrups principals d'ADN cromosoma Y que presenten la major part de la descendència patrilineal d'Europa.
- L'haplogrup I es troba en diversos subclades en tot Europa i en freqüències més altes a Bòsnia i Hercegovina: 65%, Croàcia, Noruega, Dinamarca, Sardenya, Sèrbia, Suècia, parts d'Alemanya, Romania-Moldàvia i altres estats dels Balcans i Escandinàvia. Aquest clade apareix en la seua expressió més alta lluny d'Europa i pot haver-hi arribat des d'abans del darrer màxim glacial. La branca més antiga dels Balcans es vincula als albanesos, i l'haplogrup I arribà a Escandinàvia al 5000 ae i aquesta branca es vincula a les llengües germàniques, que s'imposaren des del s. VI a la majoria de R1b (celta) i R1a (eslau i ari: Boioaria-Baviera, Korontania-Àustria, Sèrbia-Saxònia, Lusàcia, Pomerània...).[14][15]

Dialectes albanesos

- Dialectes albanesosL'haplogrup I1b1b (abans conegut com a I3b) representa l'última gran migració directa d'Àfrica a Europa. Degué aparéixer per primera vegada en la Banya d'Àfrica fa 26.000 anys i es dispersà cap al nord d'Àfrica i el Pròxim Orient durant el darrer període del Paleolític i mesolític. Els llinatges I1b1b estan molt relacionats amb la difusió dels idiomes afroasiàtics. Tot i que és en tot Europa, arriba al punt màxim a la regió occidental dels Balcans entre els albanesos i els seus veïns. També és comú a Itàlia i la península Ibèrica. L'haplogrup I1b1b1, sobretot en el subclade I1b1b1a2 (I-V13), assoleix freqüències superiors al 47% a l'àrea de Kosovo. Aquest clade arribaria a Europa des d'Àsia occidental al Mesolític posterior, o al Neolític. El subclade d'Àfrica del Nord I-M81 també és a la península Ibèrica.[16][17][18]

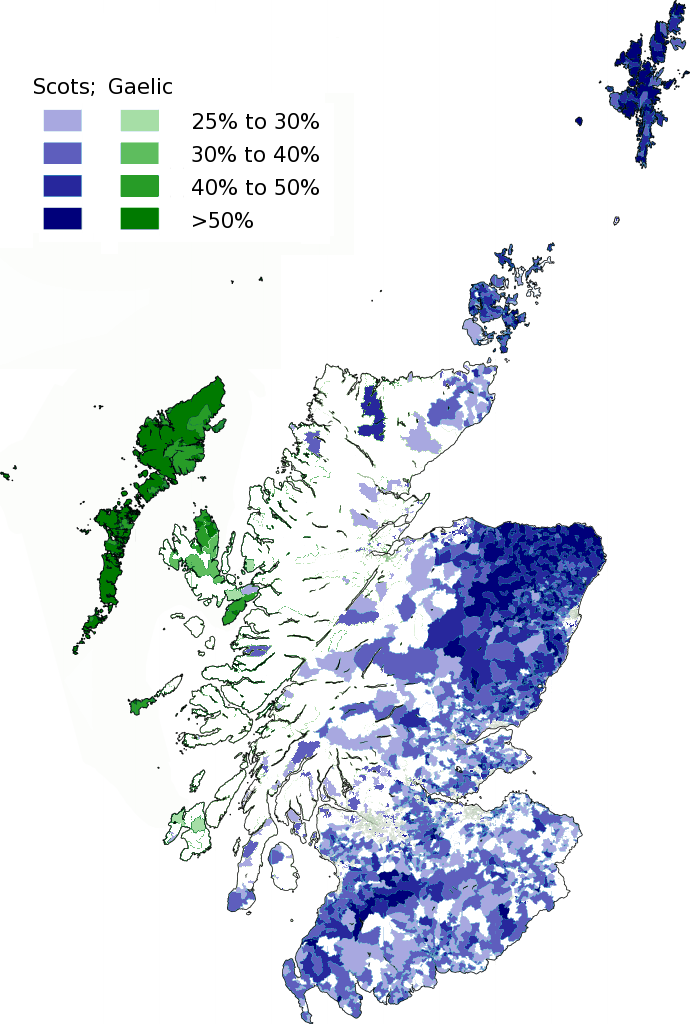
Distribució dels dos llenguatges nadius escocesos

- L'haplogrup R1b és comú en tot Europa, amb el R1b1a1a2 sobretot comú a Europa occidental. Quasi tot aquest R1b a Europa és com a subclade R1b1a2 (R-M269), dins del subsubtítol R-L23, mentre que R1b, que és a l'Àsia central i occidental i Àfrica, tendeix a estar en altres clades. Els tipus atípics en són a Europa, particularment notables en algunes àrees, com Sardenya i Armènia. Les freqüències de l'haplogrup R1b varien des de màxims a Europa occidental en una clina que baixa amb una distància creixent de l'Atlàntic: 80-90% (gal·lès, basc, irlandès, escocés, bretó) al voltant del 70-80% en altres àrees ibèriques, Gran Bretanya i França i al voltant del 40-60% en la majoria d'altres parts d'Europa occidental com l'est d'Alemanya i el nord-centre d'Itàlia.[19][20] Distribució dels dos llenguatges nadius escocesosCau fora d'aquesta àrea i és del 30% o menys en àrees com el sud d'Itàlia, Suècia, Polònia, els Balcans i Xipre. El R1b continua sent el clade més comú a mesura que es desplaça cap a l'est, fins a Alemanya, mentre que més cap a l'est, a Polònia, R1a és més comú. Al sud-est d'Europa, R1b cau darrere de R1a a l'àrea dins i al voltant d'Hongria i Sèrbia, però és més comú al sud i al nord d'aquesta zona. El R1b a Europa occidental està dominat per almenys dos subclades, R-O106, que es distribueix des del costat est del Rin cap al nord i centre d'Europa (amb una forta presència a Anglaterra) i R-P312, que és més comú a l'oest del Rin, incloses les Illes Britàniques. Alguns creuen que la presència d'aquest haplogrup a Europa es remunta a l'UMG, mentre que altres el vinculen a la difusió de la branca Centum de les llengües indoeuropees. Les restes humanes més antigues que s'ha trobat que porten R1b fins ara són un individu del context de la cultura epigravetiana a Itàlia (Villabruna) que visqué al 12000 ae i que pertanyia a R1b1a (L754), i les restes d'un caçador recol·lector de 7.000 anys, pertanyent a la cultura Samara de l'àrea del Volga que portava R1b1* (R-L278).[21][22]
- L'haplogrup R1a, pràcticament en el subclade R1a1a, és freqüent en gran part d'Europa oriental i central (també al sud i l'Àsia central): hi ha un fort augment en R1a1 i una disminució en R1b1b2 de l'est d'Alemanya a Polònia. També té una presència important a Escandinàvia (Noruega). Als països bàltics, les freqüències R1a disminueixen de Lituània (45%) a Estònia (sobre el 30%). Menys prominent a Europa occidental, però present a Escòcia (pels normands per Noruega), Gran Bretanya (sàrmates de la cavalleria romana), península Ibèrica (aris i eslaus, sàrmates de Cantàbria) i Itàlia (ènets, vènets del Vènet). Per les invasions turques (inclosa la turcmongol) i semites (khasar i islàmiques) estan quasi extingides a Àsia central i occidental i Orient Mitjà (Mesopotàmia, Anatòlia, Síria). Solen relacionar aquest haplogrup amb la difusió de les llengües indoeuropees a Europa, mentre que altres limiten aquesta connexió amb la branca Satem d'aquesta família lingüística.

Deixant a banda petits enclavaments, hi ha diversos haplogrups a part dels quatre anteriors que són menys prominents o més comuns en certes àrees d'Europa:
- L'haplogrup G, dels neolítics europeus originaris (caucàsics), és comú a la major part d'Europa amb una freqüència baixa, amb pics superiors al 70% al voltant de Geòrgia i entre els Madjar (tot i viure a Àsia voregen el perímetre est d'Europa), fins al 20% a Sardenya, 12% a Còrsega i Uppsala (Suècia), 11% als Balcans i Portugal, 10% a l'estat espanyol i 9% en la Rússia europea. Aquest clade també és al Pròxim Orient. Sembla que l'haplogrup G fou reemplaçat gradualment pels seus veïns directes, el R1 més agrícola i sedentari, i amb l'expansió del carro finalment formaren els hitites introduint l'edat del ferro.
- L'haplogrup N, dels caçadors de cérvols neolítics, és comú al nord-est d'Europa i en la forma del subclade N1c1 assoleix freqüències del 60% entre els finlandesos i el 40% entre els lituans.
- L'haplogrup J2, en diversos subíndexs (J2a, J2b), es troba en un 15-30% en parts dels Balcans i Itàlia i és comú en tot Europa, sobretot a la conca mediterrània.[23]

### Haplogrups d'ADN mitocondrial humà
Hi ha hagut una sèrie d'estudis sobre els haplogrups d'ADN mitocondrial (ADNmt) a Europa. En contrast amb els haplogrups d'ADN Y, els haplogrups d'ADN mitocondrial no mostraren tants patrons geogràfics, però eren més uniformement omnipresents. A més dels sami perifèrics, tots els europeus es caracteritzen pel predomini dels haplogrups H, O i T. La manca d'estructuració geogràfica observable de l'ADN mitocondrial pot deure's a factors socioculturals, com els fenòmens de la poligínia i la patrilocalitat. D'acord amb la Biblioteca de la Universitat d'Oulu a Finlàndia:
- Els marcadors polimòrfics clàssics (grups sanguinis, electromorfs proteics i antígens HLA) han suggerit que Europa és genèticament homogènia amb alguns atípics com els sami, els sards, els islandesos i els bascs (Cavalli-Sforza et al., 1993). L'anàlisi de les seqüències d'ADN mitocondrial ha demostrat un alt grau d'homogeneïtat entre les poblacions europees, i s'ha descobert que les distàncies genètiques són molt menors que entre les poblacions d'altres continents, especialment Àfrica (Comes et al., 1997).
- Els haplogrups mtDNA: al voltant del 99% dels ADNmts europeus cauen en un dels deu haplogrups: H, I, J, K, M, T, O, V, W o X (Torroni i altres, 1996). Cadascun d'aquests és definit per certs llocs polimòrfics relativament antics i estables situats a la regió codificant. L'haplogrup H, que es defineix per l'absència d'un lloc AluI en pb 7025, és el més prevalent: comprén la meitat de tots els europeus. Sis dels haplogrups europeus (H, I, J, K, T i W) es limiten essencialment a poblacions europees (Torroni et al. 1994, 1996), i degueren originar-se després que els caucàsics ancestrals se separaren genèticament dels avantpassats dels moderns africans i asiàtics.[25][26]

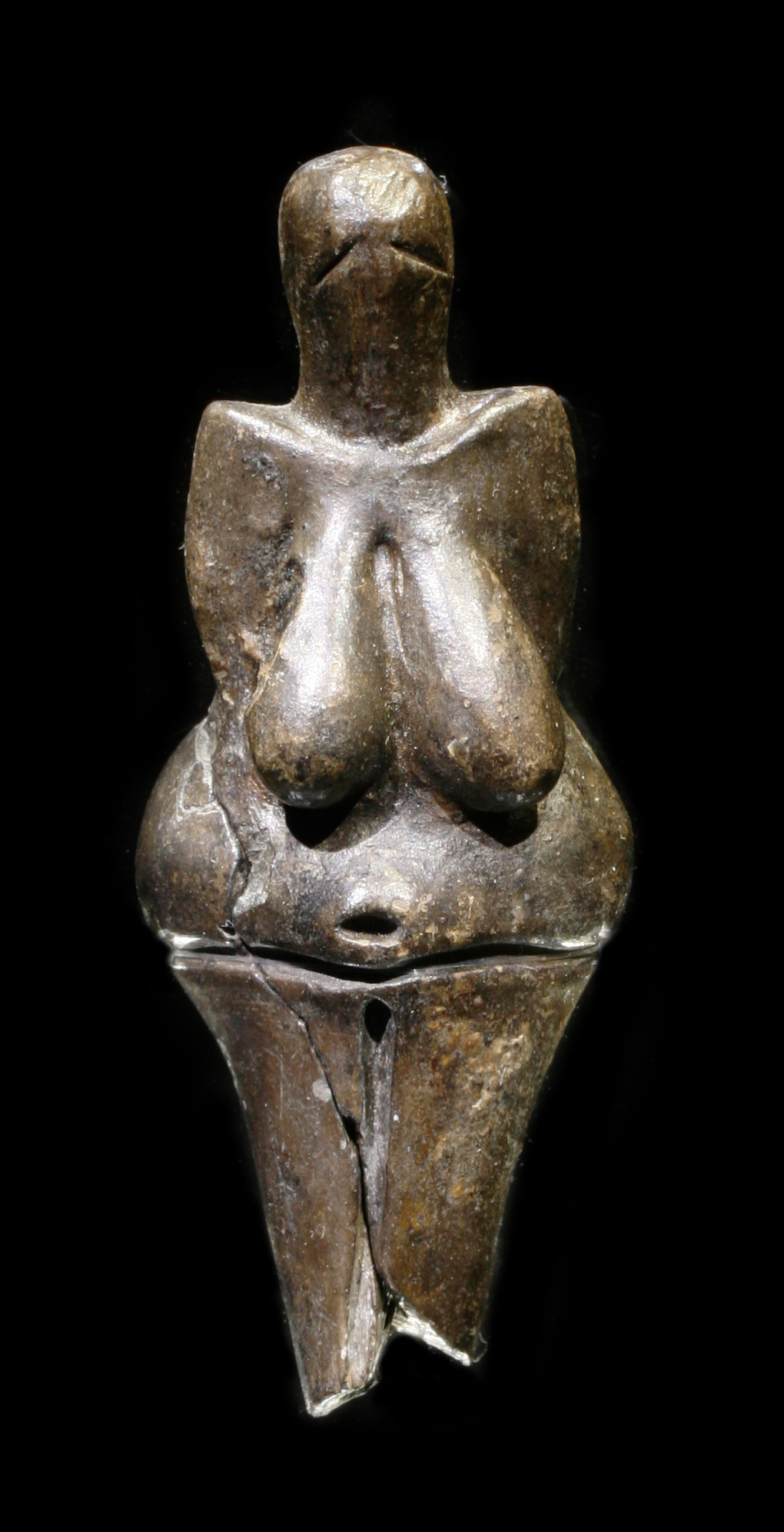
Venus de Dolní Věstonice, manufactura gravetiana, c. 25000 ae

Els estudis genètics suggereixen un flux de gens materns cap a l'est d'Europa des de l'est d'Àsia o el sud de Sibèria en el període 13000 - 6600 ae. L'anàlisi d'esquelets neolítics en la plana hongaresa trobà una alta freqüència d'haplogrups d'ADNmt de l'est asiàtic, alguns dels quals sobreviuen en les poblacions modernes d'Europa oriental. El flux genètic matern a Europa des de l'Àfrica subsahariana començà sobre el 11000 ae, tot i que es pensa que la majoria dels llinatges, el 65%, hi arribaria més recentment, fins i tot durant el període de romanització, les conquestes àrabs del sud d'Europa i durant el tràfic d'esclaus a l'Atlàntic.

## Estudis d'ADN antic

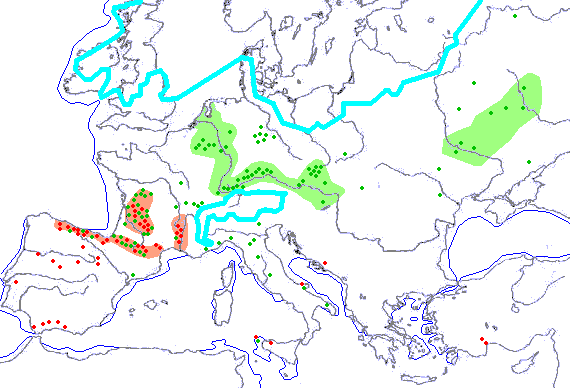
Mapa d'ubicacions de l'art del Paleolític superior a Europa, amb el límit dels gels perpetus

La història genètica d'Europa s'ha reconstruït sobretot a partir de les poblacions modernes d'Europa, assumint la continuïtat genètica: és molt més fàcil recuperar ADN de subjectes vius que de restes humanes antigues. Hi ha, però, un nombre creixent d'anàlisi d'ADNmt i ADN-I antics disponibles tant del període històric com prehistòric. Al 2015 es veié un gran augment en el nombre de mostres d'ADN antigues.
En un estudi de 2015, els investigadors informaren sobre l'anàlisi d'ADN de 94 esquelets, la majoria del període de fa 8.000-3.000 anys d'Europa, inclosa Rússia. En un estudi de 2016, els investigadors informaren sobre l'anàlisi d'ADN de 51 individus del Paleolític superior al Neolític primerenc, que oscil·laven entre 45.000 i 7.000 anys enrere.

### Edat de gel

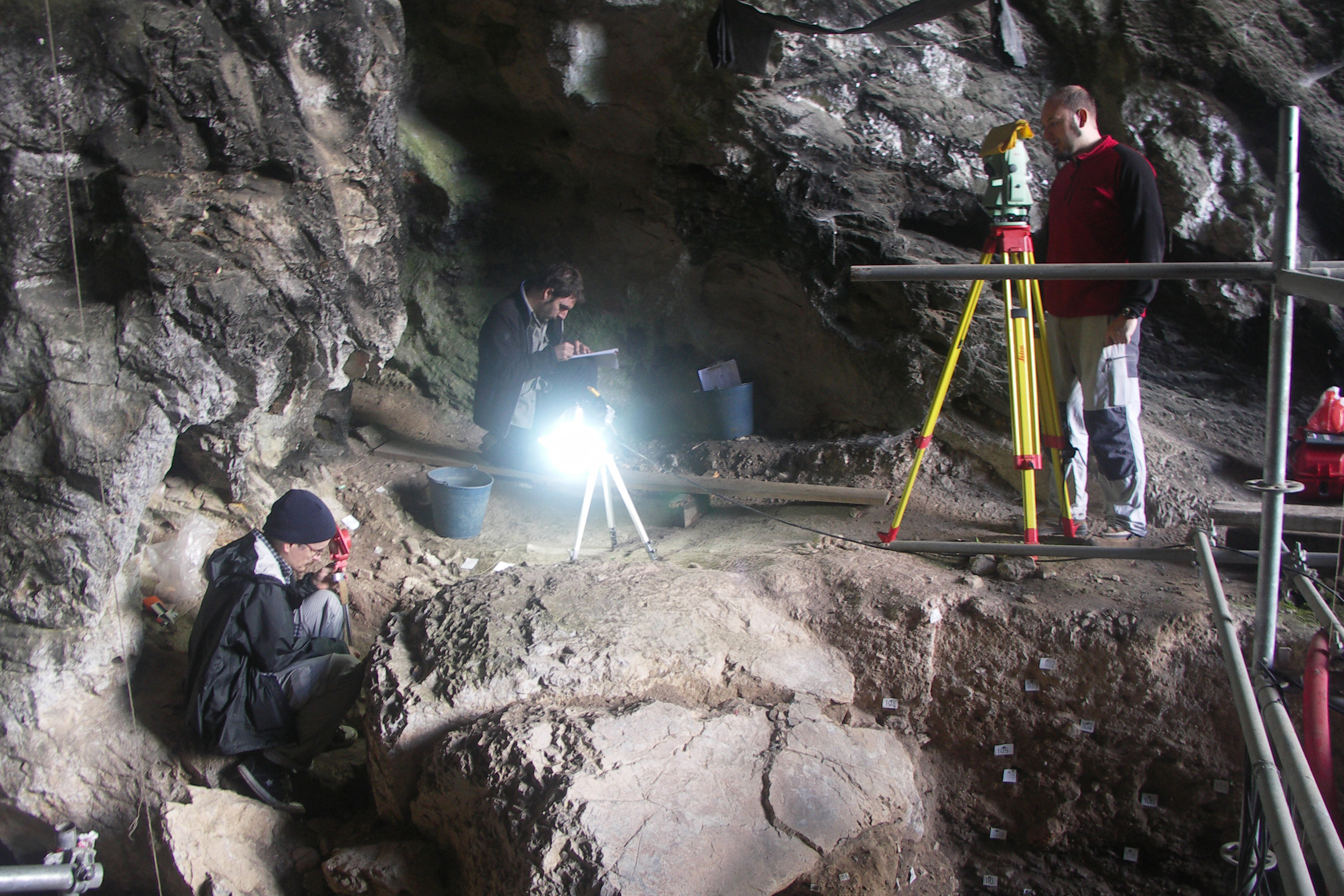
Cova del Mirón. Troballa d'un enterrament magdalenià

D'un estudi de 51 individus, els investigadors pogueren identificar cinc grups genètics separats d'europeus antics durant l'edat de gel: el jaciment de Dolní Vestonice (fa 34.000-26.000 anys), associat a la cultura gravetiana; el Cúmul Mal'ta (24.000-17.000), associat a la cultura Mal'ta-Buret', la cova del Mirón (fa 19.000-14.000 anys), associada a la cultura magdaleniana; el Ripari Villabruna (fa 14.000-7.000 anys) i la cova de Satsurblia (fa 13.000 a 10.000 anys), caçadors recol·lectors del Caucas.
Des de fa 37.000 anys, tots els europeus antics compartiren alguns ancestres amb els europeus moderns. Aquesta població fundadora és representada per GoyetQ116-1, un espècimen de 35.000 anys de Bèlgica. Aquest llinatge desapareix del registre i no se'n retroba fins al 19000 ae a la cova del Mirón (Cantàbria), que mostra fortes afinitats amb GoyetQ116-1. Durant aquest interval, el grup diferent de Věstonice predomina a Europa, fins i tot a Goyet. La reexpansió de la cova del Mirón coincideix amb la pujada de les temperatures després de la reculada de les glaceres durant el darrer màxim glacial. De 37.000 a 14.000 anys enrere, la població d'Europa era una població aïllada descendent d'una població fundadora que no s'entrecreuava pràcticament amb altres poblacions.

Mapa que mostra la distribució actual aproximada de les branques de llengües indoeuropees als seus territoris d'Europa i Àsia. La següent llegenda està en ordre cronològic d'acord amb les fonts més antigues de cada branca que fins ara sobreviuen:
hel·lènic (grec)
Indoiranià
Itàlic (inclou Llatí)
Celta
Germànic
Armeni
Baltoeslau (Bàltic)
Baltoeslau (Eslau)
Albanés
Llengües no indoeuropees

Fa 14.000 anys, el grup Villabruna s'allunyà de l'afinitat GoyetQ116-1 i mostrà més afinitat amb el Pròxim Orient, un canvi que coincidí amb les temperatures càlides del Bolling-Allerod. Aquest canvi genètic mostra que les poblacions del Pròxim Orient començarien a moure's cap a Europa durant el final del Paleolític superior, uns 6.000 anys abans del que es pensava, abans de la introducció de l'agricultura. Alguns espècimens del grup Villabruna també mostren afinitats genètiques amb els asiàtics orientals que es deriven del flux de gens.

### Després de l'edat de gel
Els investigadors detectaren tres onades principals de migracions a Europa: els caçadors recol·lectors mesolítics originaris, els agricultors neolítics del Caucas i Anatòlia fa 8.000 anys, i una tercera onada de fa uns 5.000 anys de la cultura iamna, els pastors a cavall de l'Estepa Pòntica.

### Cultura Yamna
Els iamna podrien haver importat els idiomes indoeuropeus: alteraren les reserves de gens del nord i centre d'Europa; algunes poblacions, com els noruecs, tenen un 50% d'ascendència d'aquest grup.
El component de iamna conté ancestres parcials d'un component antic d'Euràsia del Nord identificat per primera volta a Mal'ta. Segons Iosif Lazaridis, "l'ascendència eurasiàtica del nord antic és el component més petit en tot Europa, pel cap alt el 20%, però el trobem en quasi tots els grups europeus estudiats". Aquest component no ve directament del llinatge Mal'ta, sinó d'un llinatge relacionat que se'n separà.
La meitat del component de iamna deriva d'una cadena de caçadors recol·lectors del Caucas (Satsurblia). El 2015, en un estudi publicat en Nature Communications, els genetistes anunciaren que havien trobat una quarta "tribu" o "bri" ancestral que havia contribuït al modern conjunt de gens europeu. Analitzaren els genomes de dos caçadors recol·lectors de Geòrgia que tenien 13.300 i 9.700 anys d'antiguitat, i descobriren que aquests caçadors recol·lectors del Caucas eren probablement la font d'ADN dels agricultors de la cultura iamna. Segons Andrea Manica de la Universitat de Cambridge: "l'origen dels iamna havia estat un misteri fins ara; ara podem respondre que hem descobert que la seua genètica ancestral és una barreja de caçadors recol·lectors d'Europa de l'Est i una població de caçadors recol·lectors del Caucas que suportà gran part de la darrera edat de gel en aparent aïllament".
Segons Lazaridis et al. (2016), una població relacionada amb poblacions iranianas de l'edat del coure contribuïren a la meitat dels ancestres de les poblacions iamna de l'Estepa Pòntica. Aquests pobles calcolítics iranians eren una barreja de "pobles neolítics de l'oest d'Iran, Orient i caçadors recol·lectors del Caucas".

### Adaptacions genètiques
En un estudi del 2015 basat en 230 mostres antigues d'ADN, els investigadors rastrejaren els orígens d'algunes adaptacions genètiques trobades a Europa. Els caçadors recol·lectors mesolítics originaris eren de pell fosca i ulls blaus. Les variacions d'HERC2 i OCA2 per a ulls blaus deriven dels caçadors recol·lectors mesolítics originaris, i els gens també es trobaren en la gent de Iamna. La variació HERC2 per a ulls blaus apareix per primera vegada fa uns 13.000 a 14.000 anys a Itàlia i al Caucas.
La migració de grangers neolítics a Europa hi introduí noves adaptacions. La variació del color de la pell clara s'introduí a Europa pels agricultors neolítics. Després de l'arribada dels agricultors neolítics, se seleccionà una mutació SLC22A4, que probablement sorgí contra la deficiència d'ergotioneïna, però augmentà el risc de colitis ulcerativa, malaltia celíaca i síndrome d'intestí irritable.
Les variacions genètiques per a la persistència de la lactasa i més estatura vingueren amb la gent de Iamna. L'al·lel derivat del gen KITLG (SNP rs12821256) que s'associa al cabell ros -i probablement és causal- per als europeus es troba en poblacions amb ascendència caçadora recol·lectora oriental, però no occidental, i això suggereix que l'origen se'n troba a l'Euràsia del nord antic (ANE) i pot haver-se propagat a Europa per individus d'ascendència estepària. D'acord amb això, el primer individu conegut amb l'al·lel derivat és un individu ANE del complex arqueològic Afontova Gora del Paleolític superior tardà.

### Ascendència arcaica
Per selecció natural, el percentatge d'ADN neandertal en els antics europeus disminuí amb el temps. Del 45000 al 7000 ae, el percentatge en baixà del 3-6% al 2%. L'eliminació dels al·lels derivats de Neandertal es produí més sovint al voltant dels gens que en altres parts del genoma.

### Estudis de l'equip de Willerslev de 2018
Nature i Science publiquen al 2018 tres recerques d'uns científics danesos sota la direcció de Willerslev, des de l'edat de bronze fins a l'època medieval. Els resultats destaquen que la domesticació del cavall permeté l'expansió i l'intercanvi de grups humans per l'estepa euroasiàtica.
En la primera recerca, publicada en Nature, els investigadors seqüenciaren el genoma de 137 humans de 1.500 i 4.500 anys. Peter de Fangs Damgaard, antropòleg molecular del Museu d'Història Natural de Dinamarca, indica sobre aquests resultats:
“Hem vist que es produí una transició gradual des dels grups de pastors que habitaven l'estepa en l'edat de bronze i que procedien de poblacions europees, cap a grups guerrers que muntaven a cavall i tenien ancestres d'Àsia oriental”.
Sobre els escites, que se suposava que procedien de la mar Negra i que des d'allí s'expandiren per l'estepa euroasiàtica, tot i que altres suposaven que vingueren de Sibèria, diu:
“Les nostres dades permeten reconstruir-ne tot el quadre i veiem que s'originaren en ambdues àrees i que, més que un grup homogeni, era una confederació de tribus guerreres, que venien dindrets diferents, tenien una història diferent i s'havien mesclat amb poblacions veïnes”.
També analitzen dades genètiques de 502 humans actuals procedents de l'Àsia central, Altai, Sibèria i el Caucas, amb el resultat que la composició genètica de la gent actual d'aquestes zones “s'ha format en els darrers mil anys. Això implica que el passat també es pot crear de manera molt tardana en la història de la humanitat, i això resulta fascinant i sorprenent”.

## Relació entre europeus i altres poblacions
Un estudi de 2007 fet per Bauchet, que emprà 10.000 SNP autosòmics d'ADN, n'arribà a resultats semblants. L'anàlisi de components principals hi identificà quatre agrupacions disperses, corresponents a Àfrica, Europa, l'Àsia central i Meridional. PC1 separà els africans de les altres poblacions, PC2 dividí els asiàtics d'europeus i africans, i PC3 separà els asiàtics centrals, a més dels asiàtics del sud.
|                          | Nord-oest d'Europa (CEU) | Ioruba | Xinesos Han |
| ------------------------ | ------------------------ | ------ | ----------- |
| Nord-oest d'Europa (CEU) |                          | 0.1530 | 0.1100      |
| Ioruba                   | 0.1530                   |        | 0.1900      |
| Xinesos Han              | 0.1100                   | 0.1900 |             |

## Subestructures de la població europea

### Distàncies genètiques autosòmiques (Fst) basades en un SNP (2009)
La distància genètica entre les poblacions sovint es mesura per l'índex de fixació (Fst), basat en dades de polimorfisme genètic, com polimorfismes d'un sol nucleòtid (SNP) o microsatèl·lits. Fst és un cas especial de F-statistics, el concepte creat al 1920 per Sewall Wright. Fst és la correlació dels al·lels triats a l'atzar dins de la mateixa subpoblació en relació amb la trobada en tota la població. S'expressa com la proporció de diversitat genètica a causa de diferències de freqüència dels al·lels entre poblacions.
Els valors en van de 0 a 1. Un valor zero implica que les dues poblacions són panmixis, que es creuen lliurement. Un valor d'1 implicaria que les dues poblacions estan separades. Com més gran és el valor de Fst, major és la distància genètica.
Un estudi del 2009 de 19 poblacions d'Europa utilitzant 270.000 SNP destacà la diversitat genètica de les poblacions europees corresponents al gradient nord-oest-sud-est i diferencià "quatre regions" dins d'Europa:
- Finlàndia mostra la major distància a la resta d'europeus.
- La regió del Bàltic (Estònia, Letònia i Lituània), Rússia occidental i Polònia oriental.
- Europa central i occidental.
- Itàlia, "amb els italians del sud, els més distants".

En aquest estudi, l'anàlisi de barrera revelà "barreres genètiques" entre Finlàndia, Itàlia i els altres estats i, curiosament, també es demostraren barreres dins de Finlàndia (entre Hèlsinki i Kuusamo) i Itàlia (entre la part nord i sud, Fst=0.0050). Fst (índex de fixació) es correlacionà amb les distàncies geogràfiques que van des de ≤0.0010 per a les poblacions veïnes fins a 0.0200-0.0230 per al sud d'Itàlia i Finlàndia. Per a les comparacions, les Fst parells de mostres no europees foren: europeus - africans (ioruba) 0,1530; europeus - xinesos 0,1100; africans (ioruba) - xinesos 0,1900.
Taula S2. Parells de diferències Fst entre mostres europees.
|                      | Àustria | Bulgària | Txèquia | Estònia | Finlàndia (Hèlsinki) | Finlàndia (Kuusamo) | França | Nord d'Alemanya | Sud d'Alemanya | Hongria | Nord Itàlia | Sud Italía | Letònia | Lituània | Polònia | Rússia | estat espanyol | Suècia | Suïssa |
| Bulgària             | 0.001   |          |         |         |                      |                     |        |                 |                |         |             |            |         |          |         |        |                |        |        |
| Txèquia              | 0.000   | 0.002    |         |         |                      |                     |        |                 |                |         |             |            |         |          |         |        |                |        |        |
| Estònia              | 0.003   | 0.005    | 0.002   |         |                      |                     |        |                 |                |         |             |            |         |          |         |        |                |        |        |
| Finlàndia (Hèlsinki) | 0.006   | 0.009    | 0.006   | 0.004   |                      |                     |        |                 |                |         |             |            |         |          |         |        |                |        |        |
| Finlàndia (Kuusamo)  | 0.013   | 0.015    | 0.012   | 0.009   | 0.005                |                     |        |                 |                |         |             |            |         |          |         |        |                |        |        |
| França               | 0.001   | 0.002    | 0.002   | 0.005   | 0.008                | 0.015               |        |                 |                |         |             |            |         |          |         |        |                |        |        |
| Nord d'Alemanya      | 0.000   | 0.002    | 0.001   | 0.003   | 0.006                | 0.012               | 0.001  |                 |                |         |             |            |         |          |         |        |                |        |        |
| Sud d'Alemanya       | 0.000   | 0.001    | 0.001   | 0.003   | 0.006                | 0.013               | 0.001  | 0.000           |                |         |             |            |         |          |         |        |                |        |        |
| Hongria              | 0.000   | 0.001    | 0.000   | 0.003   | 0.006                | 0.013               | 0.001  | 0.001           | 0.000          |         |             |            |         |          |         |        |                |        |        |
| Nord Itàlia          | 0.004   | 0.003    | 0.005   | 0.010   | 0.013                | 0.020               | 0.003  | 0.005           | 0.004          | 0.004   |             |            |         |          |         |        |                |        |        |
| Sud Itàlia           | 0.006   | 0.004    | 0.007   | 0.013   | 0.016                | 0.023               | 0.005  | 0.008           | 0.006          | 0.006   | 0.005       |            |         |          |         |        |                |        |        |
| Letònia              | 0.005   | 0.007    | 0.003   | 0.001   | 0.007                | 0.013               | 0.008  | 0.004           | 0.005          | 0.004   | 0.012       | 0.015      |         |          |         |        |                |        |        |
| Lituània             | 0.004   | 0.006    | 0.002   | 0.001   | 0.007                | 0.013               | 0.006  | 0.003           | 0.004          | 0.003   | 0.011       | 0.014      | 0.001   |          |         |        |                |        |        |
| Polònia              | 0.001   | 0.003    | 0.001   | 0.001   | 0.006                | 0.012               | 0.003  | 0.001           | 0.002          | 0.001   | 0.007       | 0.010      | 0.002   | 0.001    |         |        |                |        |        |
| Rússia               | 0.003   | 0.004    | 0.001   | 0.001   | 0.006                | 0.012               | 0.005  | 0.002           | 0.003          | 0.002   | 0.009       | 0.012      | 0.002   | 0.001    | 0.001   |        |                |        |        |
| estat espanyol       | 0.002   | 0.002    | 0.003   | 0.008   | 0.011                | 0.017               | 0.001  | 0.003           | 0.002          | 0.002   | 0.003       | 0.005      | 0.010   | 0.009    | 0.005   | 0.007  |                |        |        |
| Suècia               | 0.001   | 0.004    | 0.002   | 0.003   | 0.005                | 0.011               | 0.002  | 0.001           | 0.001          | 0.002   | 0.007       | 0.009      | 0.005   | 0.004    | 0.002   | 0.003  | 0.004          |        |        |
| Suïssa               | 0.001   | 0.001    | 0.002   | 0.006   | 0.009                | 0.015               | 0.000  | 0.002           | 0.001          | 0.001   | 0.003       | 0.004      | 0.008   | 0.007    | 0.004   | 0.005  | 0.001          | 0.003  |        |

Un estudi efectuat per Chao Tian al 2009 amplià l'anàlisi de l'estructura genètica de la població europea per incloure grups addicionals del sud d'Europa i poblacions àrabs (palestins, drussos...) del Pròxim Orient. Aquest estudi determinà la Fst autosòmica entre 18 grups de població i conclogué que les distàncies genètiques corresponien a relacions geogràfiques amb valors més petits entre grups de població amb orígens en estats-zones veïns (grecs-toscans: Fst = 0.0010, grecs-palestins: Fst = 0.0057) comparat amb aquells de regions molt diferents a Europa (per exemple grecs-suecs: Fst = 0.0087, grecs-russos: Fst = 0.0108).

### Altres estudis d'ADN autosòmic
Seldin (2006) emprà més de 5.000 SNP autosòmics. Mostrava "una distinció consistent i reproduïble entre els grups de població europeus del nord i del sud". La majoria dels participants individuals amb ascendència del sud d'Europa (italians, grecs, portuguesos, ibèrics) i jueus asquenazites tenen una coincidència del > 85% de la població del sud; i la majoria dels europeus del nord, occidentals, centrals i orientals (suecs, anglesos, irlandesos, alemanys i ucraïnesos) tenen > 90% del grup de població del nord. Molts participants en aquest estudi, però, eren en realitat ciutadans nord-americans que s'havien identificat amb diferents ètnies europees basant-se en el pedigrí familiar autoinformat.
Un estudi semblant del 2007 que usà mostres només d'Europa trobà que la diferenciació genètica més important a Europa ocorre en una línia que va del nord al sud-est (nord d'Europa als Balcans), amb un altre eix de diferenciació est-oest en tot Europa. Aquestes troballes eren consistents amb resultats anteriors basats en ADNmt i ADN cromosòmic Y que recolzen la teoria que els ibers moderns tenen la genètica ancestral europea més antiga, així com la separació de bascs i sami d'altres poblacions europees.
Suggerí que el grup anglés i irlandés s'agrupa amb altres europeus del nord i l'est, com a alemanys i polonesos, mentre que alguns individus bascs i italians també s'agrupen amb europeus del nord. Malgrat aquestes estratificacions, observà el grau inusualment alt d'homogeneïtat europea: "hi ha poca diversitat aparent a Europa, amb mostres senceres en tot el continent sols lleument més disperses que mostres de poblacions individuals en altres parts del món".
El 2008, dos equips internacionals de recerca editaren una anàlisi de la genotipificació a gran escala de grans mostres d'europeus, usant més de 300.000 SNP autosòmics. Tret dels aïllaments habituals com els bascs, finlandesos i sards, la població europea mancava de discontinuïtats agudes (agrupament) com ho havien trobat estudis previs (Seldin et al., 2006 i Bauchet et al., 2007), tot i que hi havia un gradient discernible de sud a nord. En general, hi trobaren només un baix nivell de diferenciació genètica entre subpoblacions, i les diferències existents es caracteritzaven per una forta correlació continental entre la distància geogràfica i genètica. També descobriren que la diversitat era major al sud d'Europa a causa d'una major grandària efectiva de la població o l'expansió de la població del sud al nord d'Europa. Els investigadors usen aquesta observació per implicar que, genèticament, els europeus no es distribueixen en poblacions discretes.
Un estudi sobre poblacions del nord-est, editat al 2013, trobà que els pobles Komi formen un pol de diversitat genètica que és diferent d'altres poblacions.

## Migracions aparents a Europa
La prehistòria dels pobles europeus es pot rastrejar amb l'examen de jaciments arqueològics, estudis lingüístics i l'examen de l'ADN de les persones que viuen a Europa o de l'ADN antic. Encara que és possible rastrejar les migracions de persones en tot Europa usant l'anàlisi d'ADN, la majoria de la informació sobre aquests moviments prové de l'arqueologia.
La colonització d'Europa no es produí en migracions discretes. El procés d'assentament en fou complex i "és probable que succeïra en moltes onades de l'est i que després s'haja enfosquit per mil·lennis de flux genètic recurrent".

### Era paleolítica
Informació addicional: paleolític.

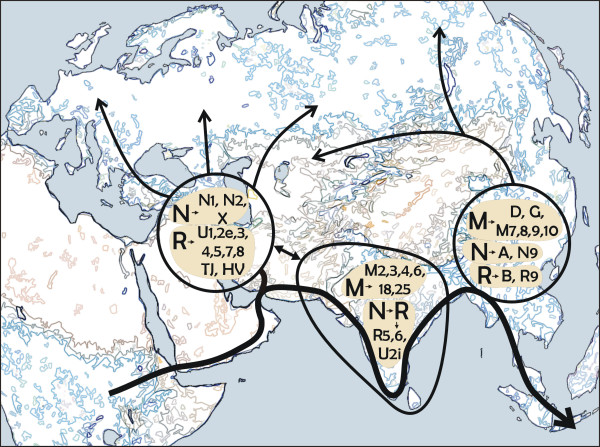
Les rutes proposades de la població inicial d'Europa basada en haplogrups d'ADN mitocondrial, Metspalu et al. 2004

Els neandertals habitaren gran part d'Europa i Àsia occidental des de fa 130.000 anys. N'hi havia a Europa fins fa 30.000 anys. Foren reemplaçats per humans anatòmicament moderns (AMH, coneguts com a cromanyons), que aparegueren a Europa fa uns 40.000 anys. Les dues espècies d'homínids degueren coexistir a Europa, per açò els antropòlegs s'han preguntat si van interactuar. El 2010 s'establí que les poblacions d'Euràsia mostren una barreja de neandertals, un 1.5-2.1% de mitjana. La pregunta ara és si aquesta barreja succeí a Europa, o al Llevant, abans de la migració a Europa dels AMH.

Probable pauta de difusió dels AMH

També s'ha especulat sobre l'herència de gens específics dels neandertals. Com que el llinatge H2 sembla restringit a les poblacions europees, alguns autors havien argumentat a favor de l'herència dels neandertals a partir de 2005. Els resultats preliminars de la seqüenciació del genoma complet neandertal en aquest moment (2009), però, no descobriren mestissatge entre els neandertals i els humans moderns. Al 2010, les troballes de Svante Pääbo (Institut Max Planck d'Antropologia Evolutiva en Leipzig, Alemanya), Richard I. Green (Universitat de Califòrnia, Santa Creu) i David Reich (Escola de Medicina d'Harvard), comparant el material genètic dels ossos de tres neandertals amb el de cinc humans moderns, mostraren una relació entre els neandertals i les persones modernes fora d'Àfrica.
Es creu que els humans moderns començaren a habitar Europa durant el Paleolític superior fa uns 40.000 anys. Algunes proves mostren la difusió de la cultura aurinyaciana.
Des d'una perspectiva patrilineal, del cromosoma Y, és possible que els antics haplogrups C, F i E siguen els que tenen la presència més antiga a Europa. S'han trobat en algunes restes humanes molt antigues. Altres haplogrups, però, són molt més comuns entre els europeus vivents.
L'haplogrup I (M170), que ara és relativament comú i està molt estés a Europa, pot representar un marcador paleolític: s'ha calculat la seua edat en ~ 22.000 anys. Si bé ara es concentra a Europa, degué sorgir de l'Orient Mitjà o el Caucas, al 20-25000 ae, quan divergí del seu antecessor immediat, l'haplogrup IJ. En aquesta època degué aparéixer també una cultura paleolítica superior, coneguda com a gravetiana.
La recerca anterior sobre ADN-Y s'havia centrat en l'haplogrup R1 (M173): el llinatge més poblat dels europeus vius; també es creia que R1 aparegué al ~ 40.000 ae a l'Àsia central. Ara, però, es pensa que R1 sorgí més recentment: un estudi de 2008 data l'ancestre comú més recent de l'haplogrup IJ cap al 38.500 ae i l'haplogrup R1 cap al 18.000 ae. Això suggerí que els colons de l'haplogrup IJ feren la primera onada i l'haplogrup R1 hi arribà molt més tard.
Per tant, les dades genètiques suggereixen que, des de la perspectiva de l'ascendència patrilineal, grups separats d'humans moderns prengueren dues rutes cap a Europa: des d'Orient Mitjà pels Balcans i des de l'Àsia central per l'estepa eurasiàtica, al nord de la mar Negra.
Martin Richards et al. trobaren que el 15-40% dels llinatges de mtADN existents es remunten a les migracions paleolítiques. L'haplogrup U5, que data de ~ 40-50.000 anys, arribà durant la primera colonització paleolítica superior primerenca. Individualment, representa el 5-15% del total de llinatges de mtADN. Els moviments intermedis estan marcats pels haplogrups HV, I i U4. HV dividit en Pre-V (26.000 anys d'antiguitat) i la branca més gran H, que s'estengué per Europa, possiblement per contactes gravetians.

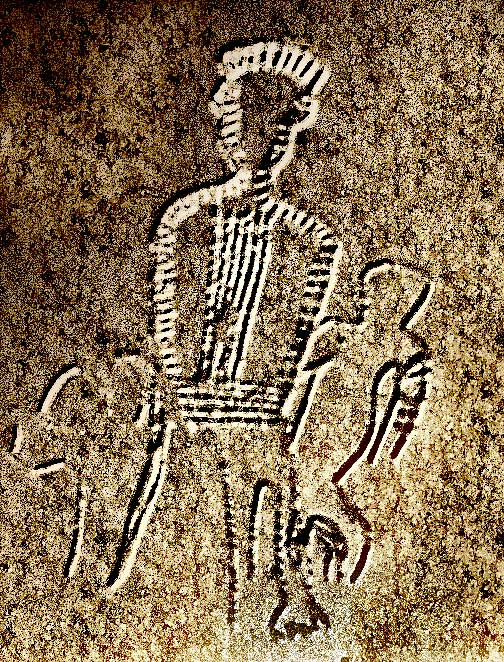
Grotta de Levanzo, exemple del refugi d'Itàlia

L'haplogrup H representa si fa no fa la meitat de les línies de gens a Europa, amb molts subgrups. Els llinatges de mtADN anteriors o els seus precursors és probable que hagen arribat a Europa per Orient Mitjà. Això contrasta amb l'evidència de l'ADN Y, segons la qual un 50% o més de llinatges masculins es caracteritzen per la superfamilia R1, que és de possible origen asiàtic central. Ornella Semino creu que aquestes diferències "poden deure's en part a l'aparent edat molecular més recent dels cromosomes Y en relació amb altres loci, cosa que suggereix un reemplaçament més ràpid de cromosomes Y. Els comportaments demogràfics diferencials de gènere també influiran en els patrons observats del mtADN i la variació Y".

### Darrer màxim glacial: refugi i recolonització
L'últim màxim glacial ("UMG") començà al 30.000 ae, i això portà una despoblació del nord d'Europa. Segons el model clàssic, les persones es refugiaren en santuaris climàtics (o refugis) d'aquesta manera:
- El nord d'Ibèria i el sud-oest de França, que conformen el refugi francocantàbric
- Els Balcans
- Ucraïna i, més en general, la costa nord del Mar Negre
- Itàlia.[62]

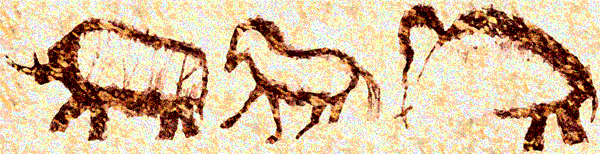
Kapova, exemple del refugi del nord de la mar Negra

Aquest fet disminuí la diversitat genètica d'Europa, un "resultat de deriva, consistent en un coll d'ampolla de població inferit durant l'últim màxim glacial". Quan les glaceres retrocediren fa 16.000-13.000 anys, Europa es repoblà lentament per persones dels refugis, deixant signatures genètiques.
Alguns clades de l'haplogrup I semblen haver divergit dels haplogrups parentals en algun moment durant o poc després de l'UMG. L'haplogrup I2 és freqüent als Balcans occidentals, i a la resta del sud-est i centreest d'Europa en freqüències més moderades. La seua freqüència disminueix ràpidament al centre d'Europa, i açò suggereix que els supervivents amb llinatges I2 s'expandiren sobretot pel sud-est i centreest d'Europa.
Cinnioglu veu clar un refugi a Anatòlia, que també alberga Hg R1b1b2. En l'actualitat, el R1b domina el paisatge del cromosoma Y d'Europa occidental, incloses les Illes Britàniques, i això suggereix que podria haver-hi grans canvis en la composició de la població segons les migracions posteriors a l'UMG.
Semino, Passarino i Pericic situen els orígens de l'haplogrup R1a al refugi ucraïnés de l'edat de gel. La seua distribució actual a Europa de l'Est i parts d'Escandinàvia és un reflex d'un nou poblament d'Europa des de les estepes del sud de Rússia-Ucraïna després del màxim glacial tardà.

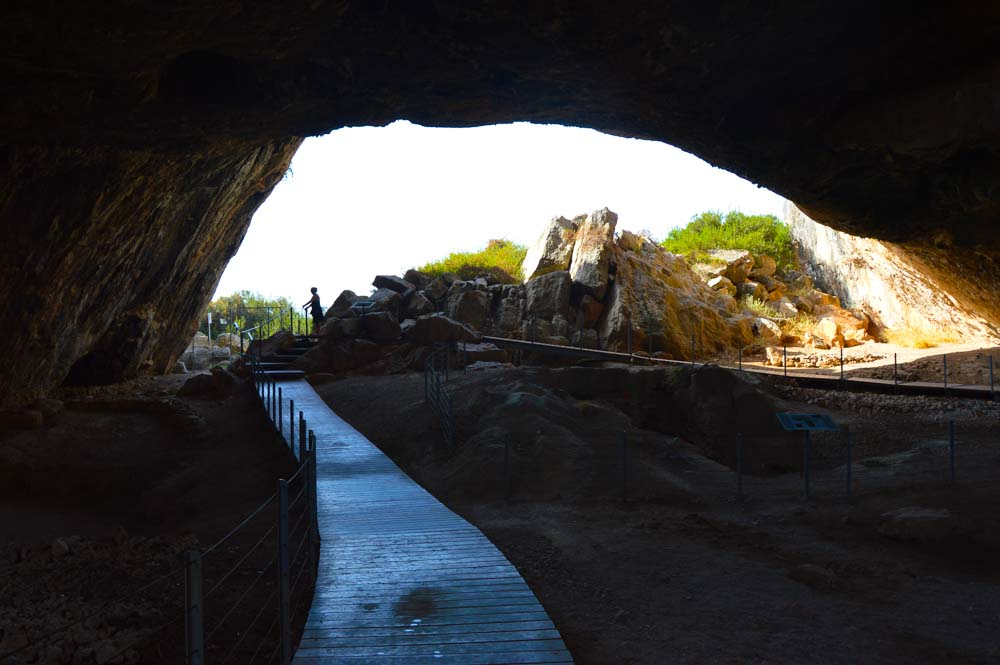
Entrada a la cova Franchthi

Des d'una perspectiva de mtADN, Richards et al. descobriren que la majoria de la diversitat d'ADN mitocondrial a Europa es deu a expansions postglacials durant el Paleolític superior-mesolític superior: "Les anàlisis regionals recolzen el suggeriment que gran part d'Europa occidental i central es repoblà des del sud-oest quan millorà el clima. Els llinatges involucrats inclouen gran part de l'haplogrup més comú, H, així com gran part de K, T, W i X." L'estudi no pogué determinar si hi hagué noves migracions de llinatges d'ADNmt del Pròxim Orient durant aquest període; se'n cregué poc probable una aportació significativa.
El model alternatiu de més refugis fou discutit per Bilton et al.

### Migracions neolítiques
Una gran varietat genètica reconeguda a Europa sembla mostrar importants dispersions des d'Orient Mitjà. Això sovint s'ha relacionat amb la difusió de la tecnologia agrícola durant el Neolític, considerat un dels períodes més importants per determinar la diversitat genètica europea moderna.

Difusió de la ceràmica cardial en el neolític

El neolític començà amb la introducció de l'agricultura, pel sud-est d'Europa aproximadament entre el 10000 i el 3000 ae, i s'estengué al nord-oest d'Europa entre el 4500 i el 1700 ae. La revolució neolítica conduí a canvis econòmics i socioculturals dràstics a Europa, i també es creu que tingué un gran efecte en la diversitat genètica d'Europa, sobretot respecte als llinatges provinents de l'Orient Mitjà cap als Balcans. N'hi hagué aquestes fases: 

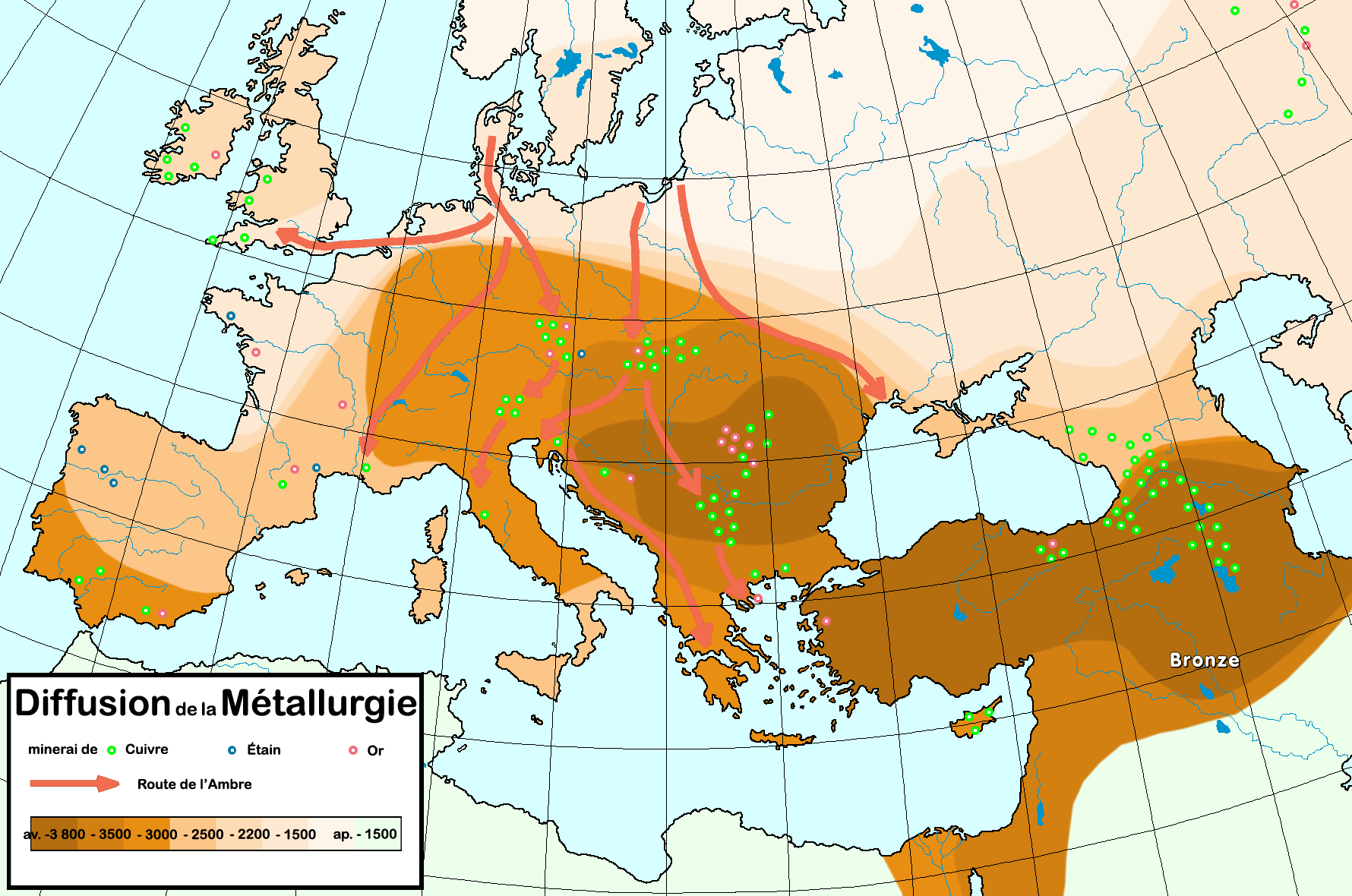
Difusió de la metal·lúrgia del bronze a Europa i rutes de comerç de l'ambre nòrdic

- En un preludi tardà del Mesolític europeu al Neolític, sembla que els pobles del Pròxim Orient d'àrees que ja tenien agricultura i tecnologia de navegació marítima tingueren una presència transitòria a Grècia, per exemple en la cova Franchthi.[69][70]
- La tecnologia agrícola i els principals animals i plantes conreades entraren a Europa des d'algun lloc de l'àrea del Creixent Fèrtil, des del Llevant fins al sud d'Anatòlia (a voltes s'argumenta que la revolució agrícola estigué en part provocada pels moviments de persones i tecnologia que travessen el Sinaí des d'Àfrica).[71]
- Una etapa posterior del Neolític, l'era de la ceràmica cardial, veié una introducció de la ceràmica al Llevant, els Balcans i el sud d'Itàlia (que havia estat present a la zona del Sudan modern durant algun temps abans que al Mediterrani oriental, però es creu que cresqué independentment) i aquest també pogué ser un període de transferència cultural des del Llevant cap als Balcans.

### Propagació de la tecnologia neolítica

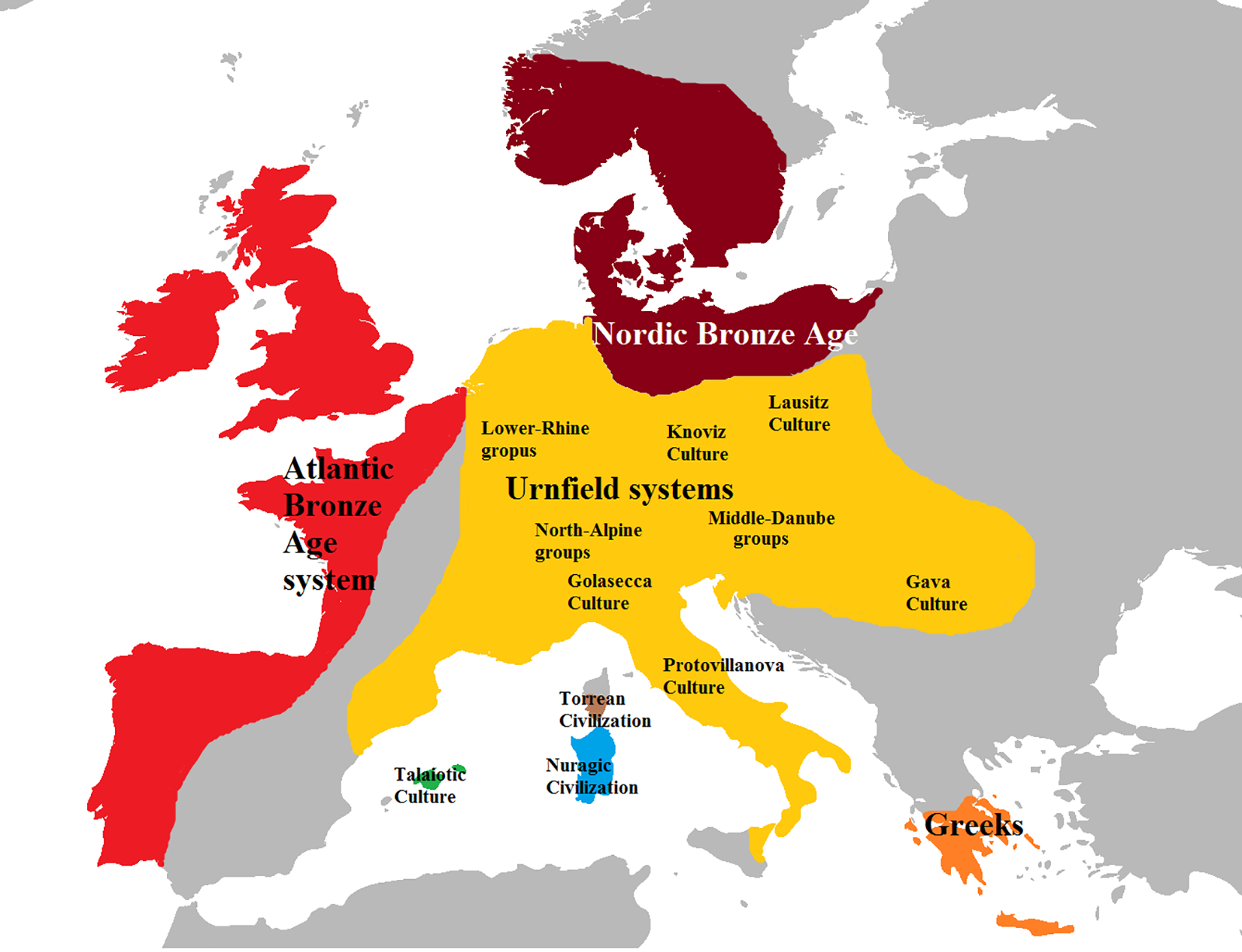
Cultures a Europa en l'època de l'últim bronze, 1100 ae

Una qüestió important pel que fa a l'impacte genètic de les tecnologies neolítiques a Europa és la manera en què es transferiren a Europa: si l'agricultura la introduí una migració important del Pròxim Orient (model de difusió biològica de Cavalli-Sforza) o fou una "difusió cultural" o una combinació d'ambdues. En segon lloc, els genetistes de poblacions volen saber si alguna de les signatures genètiques d'origen del Pròxim Orient correspon a les rutes d'expansió proposades per l'evidència arqueològica.
Martin Richards creu que l'11% del mtADN europeu es deu a la immigració d'aquest període, i això suggereix que l'agricultura s'estengué sobretot perquè l'adoptaren poblacions indígenes del Mesolític, en lloc de la immigració del Pròxim Orient. El flux genètic de SE a NO d'Europa sembla continuar en el neolític, si bé el percentatge disminueix cap a les Illes Britàniques. La genètica clàssica també suggereix que la barreja més gran de les poblacions del Paleolític-mesolític europeu es degué a la revolució neolítica del s. VII al V mil·lenni ae. S'han identificat tres grups principals de gens de mtADN com a contribuents neolítics a Europa: J, T1 i U3 (en aquest ordre d'importància). Amb altres, arriben al 20% del conjunt de gens.
El 2000, l'estudi de Semino sobre ADN Y revelà haplotips pertanyents al clade E1b1b1 (I-M35). Aquests es trobaren sobretot al sud dels Balcans i d'Itàlia i parts d'Ibèria. Semino connectà aquest patró amb els subclades de l'haplogrup J, per ser el component d'ADN Y de la difusió neolítica de Cavalli-Sforza dels agricultors del Pròxim Orient. Rosser et al. més aviat ho veieren com un "component nord-africà" en la genealogia europea, tot i que no proposaren un calendari i un mecanisme per explicar-ho. Underhill i Kivisild (2007) descrigueren que E1b1b representa una migració del plistocé tardà des d'Àfrica a Europa sobre la península del Sinaí a Egipte, evidència que no apareix en l'ADN mitocondrial.

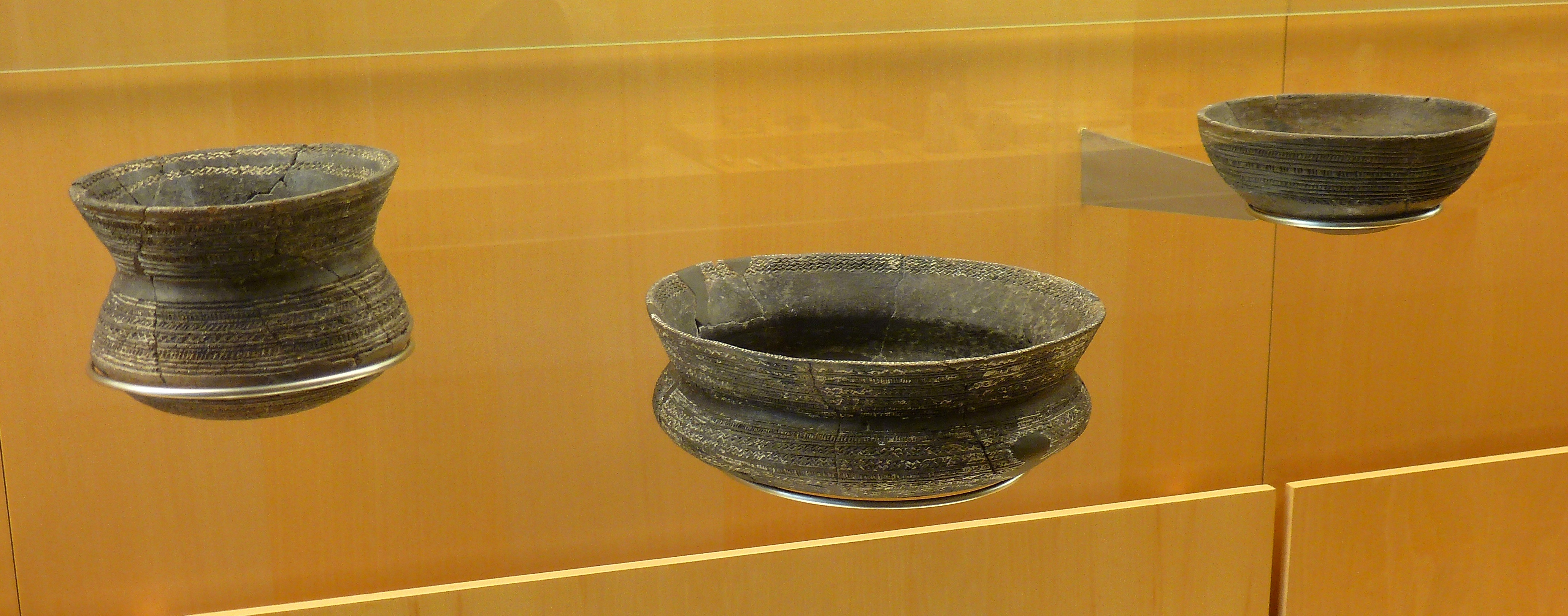
Aixovar Villabuena del Puente. Exemple de la cultura celta del vas campaniforme

Pel que fa al moment de la distribució i diversitat de V13, Battaglia et al. (2008) proposen un moviment anterior amb el qual el llinatge E-M78* ancestral per a tots els humans moderns E-V13 es mogué fora d'un origen del sud d'Egipte i arribà a Europa amb només tecnologies mesolítiques. Després suggereixen que el subclade E-V13 de l'E-M78 s'expandí després a mesura que els nadius dels Balcans adoptaren tecnologies neolítiques del Pròxim Orient. Proposen que la primera gran dispersió d'E-V13 des dels Balcans pogué ser cap a l'Adriàtic amb la cultura neolítica anomenada impresa o cardial. Peričic et al. (2005) proposen que la ruta principal de propagació E-V13 fou al llarg del sistema de "via" dels rius Vardar-Morava-Danubi.
En contrast amb Battaglia, Cruciani et al. (2007) suggeriren un punt diferent on la mutació V13 succeí d'Egipte als Balcans per l'Orient Mitjà, i un temps de dispersió posterior. Els autors proposaren que la mutació V13 aparegué per primera volta a l'oest d'Àsia, on es troba en freqüències baixes però significatives, des d'on entrà als Balcans després del 11.000 ae. Després es dispersà ràpidament fa 5.300 anys a Europa, coincidint amb l'edat de bronze dels Balcans. Peričic et al. consideren que "la dispersió dels haplogrups E-V13 i J-M12 sembla seguir les vies fluvials que connecten els Balcans del sud amb el centre-nord d'Europa".
Lacan et al. (2011) anunciaren que un esquelet de 7.000 anys d'antiguitat en un context neolític en una cova funerària ibèrica era un home E-V13. (Els altres espècimens provats al mateix lloc es trobaven en l'haplogrup G2a, que s'ha trobat en contexts neolítics en tot Europa). Utilitzant 7 marcadors STR, aquest espècimen s'identificà com a semblant als individus moderns d'Albània, Bòsnia, Grècia, Còrsega i Provença. Per tant, els autors proposaren que, independentment que la distribució moderna de l'E-V13 siga resultat d'esdeveniments més recents, l'E-V13 ja era a Europa en el neolític, portat pels primers agricultors del Mediterrani oriental a l'occidental, molt abans de l'edat de bronze. Això recolza les propostes de Battaglia et al. en lloc de Cruciani et al. almenys pel que fa a les primeres dispersions europees, però E-V13 pot haver-se dispersat més d'una vegada. Fins i tot en època més recent que l'edat del bronze, també s'ha proposat que la distribució moderna del modern E-V13 a Europa es deu, almenys en part, als moviments de l'època romana.
Després d'un enfocament inicial sobre E1b1b com un marcador neolític, un estudi més recent del 2010, examinà l'haplogrup Y1, R1b1b, que és molt més comú a Europa occidental. Mark Jobling digué: "Ens centrem en el llinatge del cromosoma Y més comú a Europa, portat per prop de 110 milions d'homes, que segueix un gradient d'est a oest, i arriba quasi al 100% de freqüència a Irlanda. Observem com es distribueix, com és de divers en diferents parts d'Europa, i quina edat té". Els resultats suggeriren que el llinatge R1b1b2 (R-M269), igual que els llinatges E1b1b o J, s'expandí amb l'agricultura del Pròxim Orient. La Dra. Patricia Balaresque hi afegí: "Això significa que més del 80% dels cromosomes Y europeus descendeixen d'aquests agricultors. En contrast, la majoria dels llinatges genètics materns semblen descendir dels caçadors recol·lectors. Això ens suggereix un avantatge reproductiu per als mascles agricultors sobre els mascles indígenes caçadors recol·lectors durant el canvi de la caça i la recol·lecció a l'agricultura".
Un article més recent sobre R1b oposà que "les dades encara són controvertides i les anàlisis fetes fins ara són propenses a una sèrie de biaixos" i proposa que les dades s'expliquen millor per "una dispersió preneolítica anterior dels haplogrups" d'un conjunt comú de gens ancestrals".
La hipòtesi d'Anatòlia suggereix un origen dels indoeuropeus a Anatòlia amb una expansió deguda a la revolució neolítica.

### Migracions de l'edat de bronze i de ferro

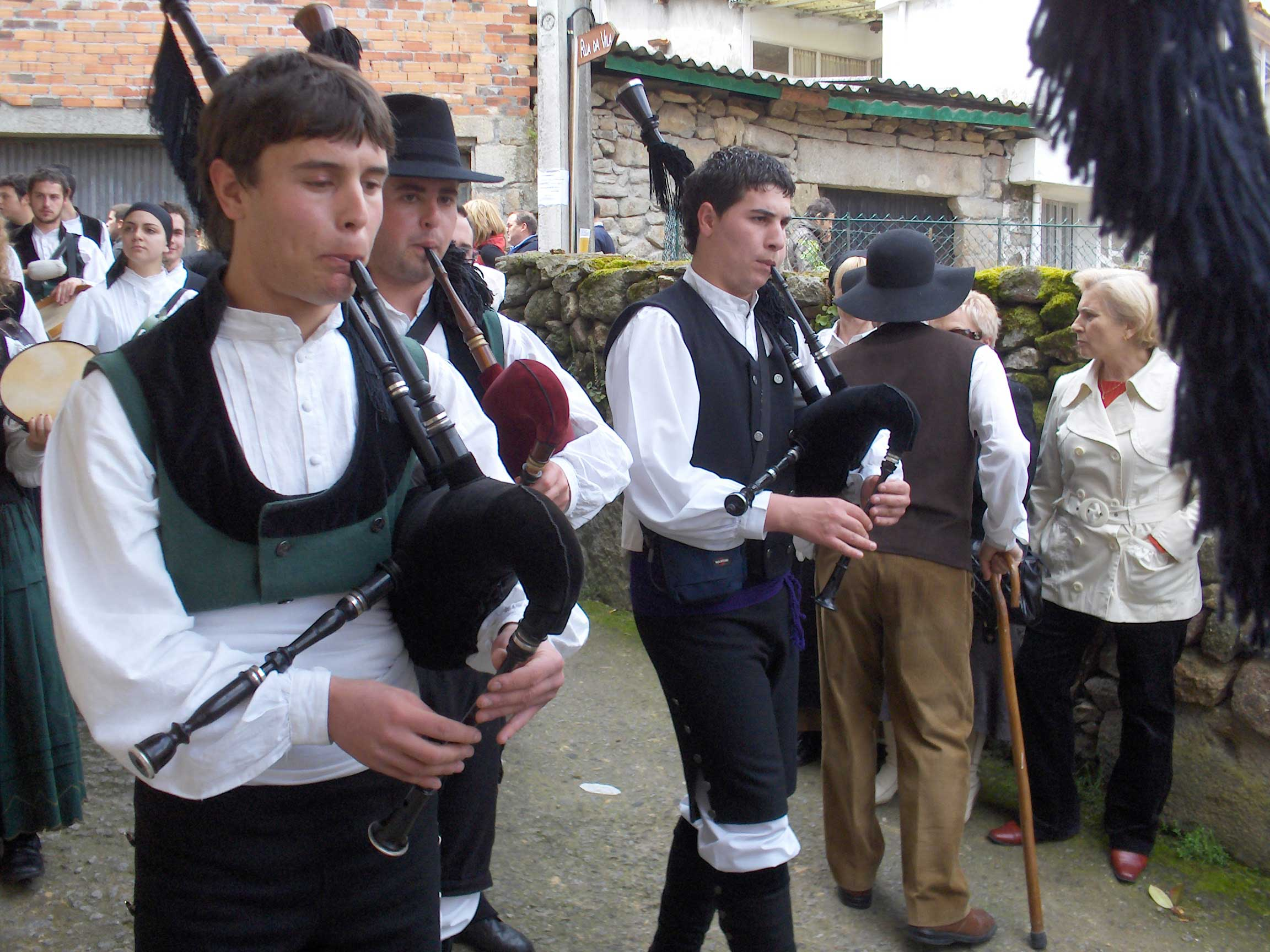
Gaiters gallecs

L'edat de bronze veié l'expansió de xarxes comercials de llarga distància, sobretot al llarg de la costa atlàntica i les valls del Danubi i Rin. Hi hagué migració de Noruega a les Òrcades i les Shetland en aquest període (i en menor mesura a la part continental d'Escòcia i Irlanda). També d'Alemanya a l'est d'Anglaterra. Martin Richards calcula que hi hagué un 4% d'immigració de mtADN a Europa en l'edat del bronze.
Una altra teoria sobre l'origen de la llengua indoeuropea planteja un hipotètic poble protoindoeuropeu, que traçà la hipòtesi dels kurgans al nord de les mars Negra i Càspia sobre el 4500 ae. Domesticaren el cavall i potser inventaren la roda, i degueren difondre la seua cultura i els seus gens per tot Europa. L'haplogrup Y R1a és un marcador proposat d'aquests gens "kurgans", com l'haplogrup R1b, encara que aquests en conjunt poden ser molt més antics que la família lingüística.
La velocitat de la seua expansió física hauria disminuït a la vora occidental de l'estepa, però els portadors de l'haplogrup R1a són en quantitats importants tan a l'oest com Alemanya. La cultura i llengua kurgan anaren més lluny, portats per l'haplogrup R1b, i eventualment reemplaçarien la majoria de les cultures i llengües fins a arribar a l'Atlàntic. Durant l'edat del ferro, es registra que els celtes es mudaren de la Gàl·lia a Itàlia, Europa de l'Est i Anatòlia. La relació entre els celtes de Gàl·lia i Ibèria no és clara, ja que qualsevol migració succeí abans que n'hi hagués registres.

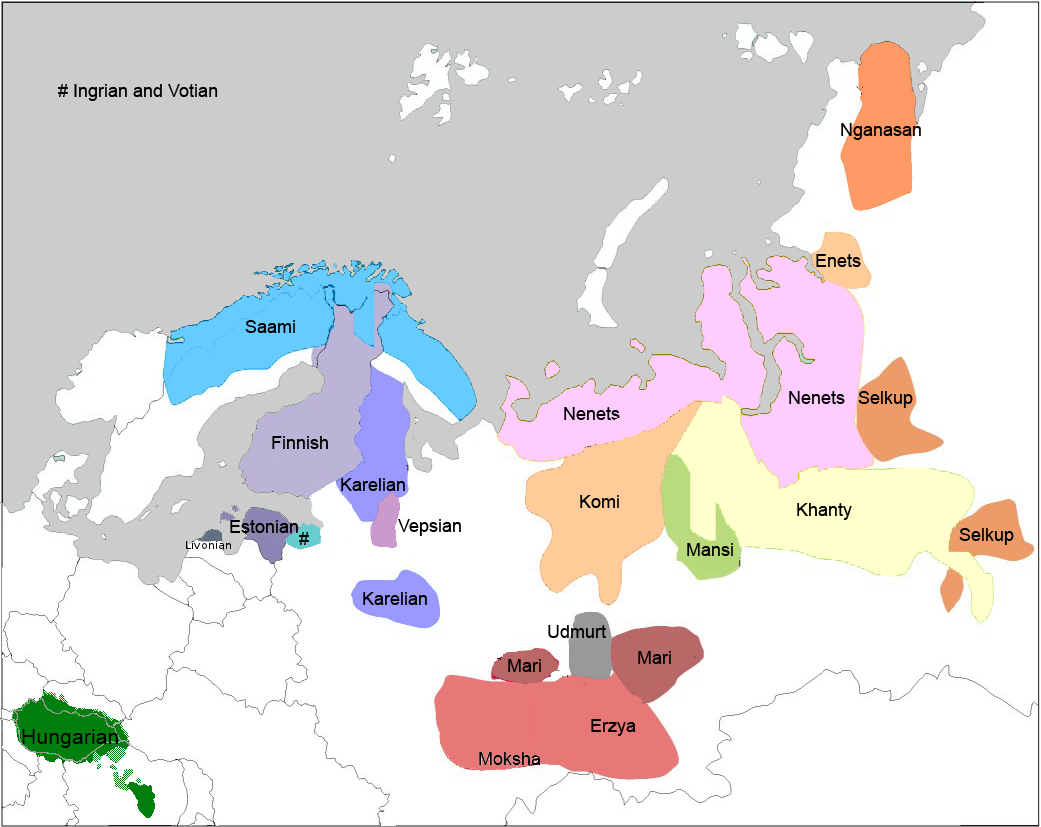
Distribució actual de les llengües als Urals

A l'extrem nord, els portadors de l'haplogrup N arribaren a Europa des de Sibèria, i s'expandiren fins a arribar a Finlàndia, encara que el moment específic de l'arribada és incert. El subclade N1c1 del nord d'Europa més comú té al voltant de 8.000 anys. Hi ha assentaments humans a Finlàndia que daten del 8500 ae, vinculats a la cultura Kunda i la seua suposada cultura ancestral Swiderian, però sembla que aquesta última té origen europeu. La distribució geogràfica de l'haplogrup N a Europa està ben alineada amb la cultura Pit-Comb Ware, el sorgiment de la qual sembla del c. 4200 ae, i amb la distribució d'idiomes de la branca dels Urals. Els estudis d'ADN mitocondrial de persones Sami, d'haplogrup U5 són consistents amb migracions múltiples a Escandinàvia des de la regió del Volga-Ural, començant de 6000 a 7000 ae.
La relació entre els rols dels colons europeus i asiàtics en la prehistòria de Finlàndia és un punt de certa disputa: alguns estudiosos insisteixen que els finlandesos són "predominantment d'Europa de l'Est i integrats per persones que emigraren cap al nord des del refugi ucraïnés durant l'edat de gel". Més a l'est, el problema és menys contenciós. Els portadors d'haplogrup N representen una part significativa de tots els grups ètnics no eslaus del nord de Rússia, inclòs el 37% dels karelians, el 35% dels Komi, el 67% dels Mari, el 98% dels Nenets, el 94% dels Nganasans i el 86% i 94% dels Yakuto.

L'Imperi romà l'any 117 de

### Període romà i postromà
Durant el període de l'Imperi romà, les fonts històriques mostren que hi hagué molts moviments de persones en tot Europa, tant dins com fora de l'imperi. A voltes citen casos de genocidi infligit pels romans a tribus provincials rebels. Si això fou així, hauria estat limitat perquè les poblacions modernes mostren una considerable continuïtat genètica. El procés de "romanització" sembla assolit amb la colonització de províncies per part d'alguns administradors de parla llatina, personal militar, veterans establerts i ciutadans privats (mercaders, comerciants) que eixien de les regions de l'imperi (i no sols d'Itàlia). Tots ells serviren de nucli de l'aculturació dels notables locals.
Pel seu petit nombre i origen variat, la romanització no degué deixar signatures genètiques diferents a Europa. Les poblacions de parla llatina als Balcans, com romanesos, moldaus, etc., s'assemblen genèticament a pobles veïns de parla grega i eslava del sud en lloc dels italians moderns, cosa que demostra que estaven propers genèticament parlant, principalment pels haplogrups I2a2 M- 423 i E1b1b1, V-13, nadius d'aquesta àrea.
Steven Bird ha especulat que E1b1b1a s'estengué durant l'era romana de les poblacions tràcia i dàcia dels Balcans cap a la resta d'Europa.
Respecte al període tardoromà de les invasions germàniques, s'han fet alguns suggeriments, almenys per a Gran Bretanya, amb l'haplogrup I1 associat a la immigració anglosaxona de l'est d'Anglaterra, i el R1a associat a la immigració nòrdica al nord d'Escòcia.